# Liste der Biografien/Pon
Liste der Biografien |
Portal Biografien |
Personensuche
# |
A |
B |
C |
D |
E |
F |
G |
H |
I |
J |
K |
L |
M |
N |
O |
P |
Q |
R |
S |
T |
U |
V |
W |
X |
Y |
Z |
?
 
Pa |
Pc |
Pe |
Pf |
Ph |
Pi |
Pj |
Pk |
Pl |
Pm |
Pn |
Po |
Pr |
Ps |
Pt |
Pu |
Pv |
Pw |
Py
 
Poa |
Pob |
Poc |
Pod |
Poe |
Pof |
Pog |
Poh |
Poi |
Poj |
Pok |
Pol |
Pom |
Pon |
Poo |
Pop |
Por |
Pos |
Pot |
Pou |
Pov |
Pow |
Pox |
Poy |
Poz
Die Liste der Biografien führt alle Personen auf, die in der deutschsprachigen Wikipedia einen Artikel haben. Dieses ist eine Teilliste mit 543 Einträgen von Personen, deren Namen mit den Buchstaben „Pon“ beginnt.

## Pon
- Pon, Ben junior (1936–2019), niederländischer Formel-1-Rennfahrer und Geschäftsmann
- Pon, Ben senior (1904–1968), niederländischer Geschäftsmann

### Pona
- Pönack, Hans-Ulrich (* 1946), deutscher FilmkritikerHans-Ulrich Pönack (* 1946)

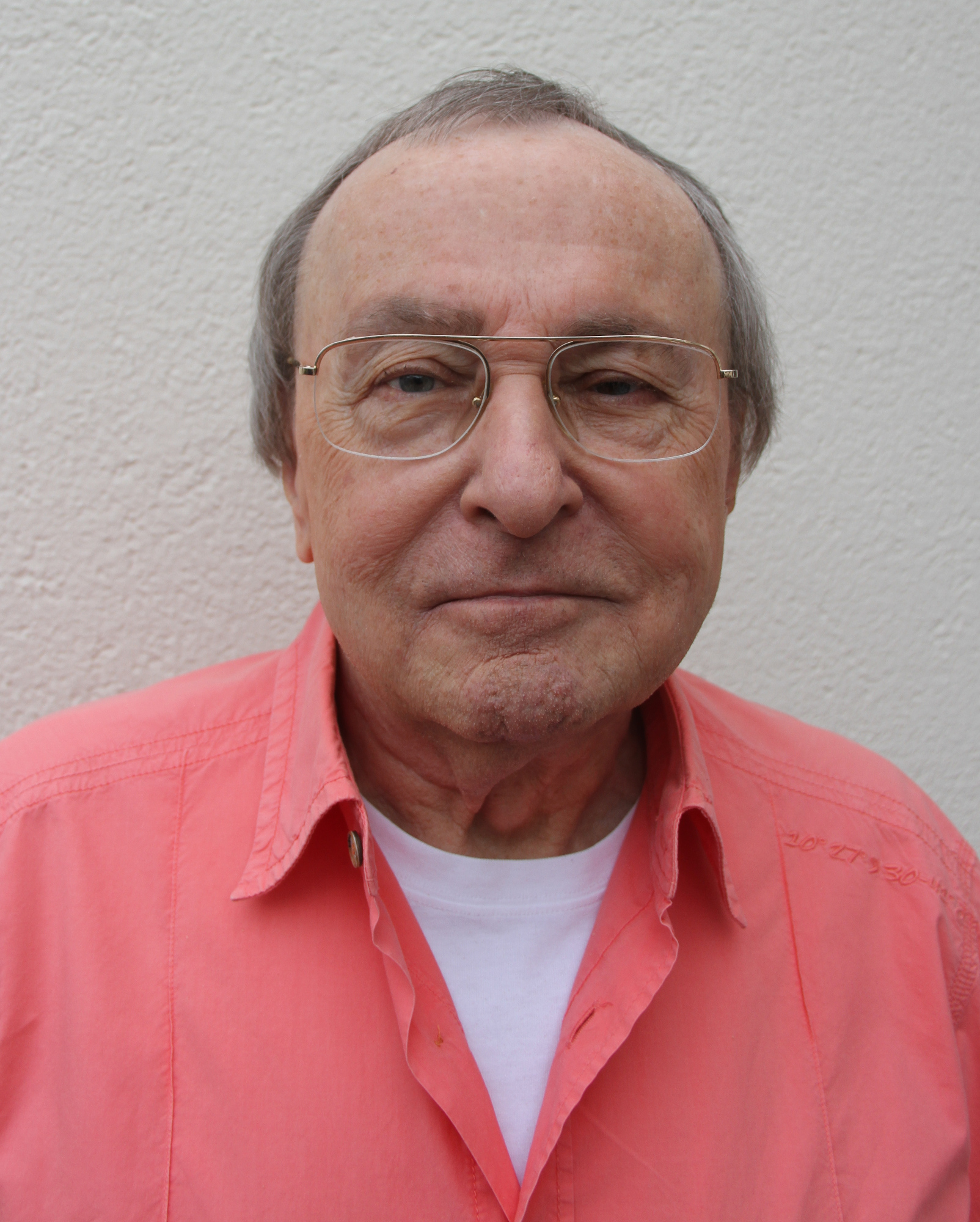
Hans-Ulrich Pönack (* 1946)

- Ponader, Hans (1911–1988), deutscher Heimat- und Mundartdichter
- Ponader, Johannes (* 1977), deutscher Theaterregisseur und ehemaliger Politiker (Piraten)
- Ponader, Maximilian (* 1975), deutscher Musiktheaterregisseur, Bühnenautor und Übersetzer, Komponist, Schauspieler und Festivalleiter
- Ponakovs, Aleksejs (* 1991), lettischer Pokerspieler
- Ponassenkow, Jewgeni Nikolajewitsch (* 1982), russischer Historiker, Journalist, Theaterproduzent, Fernsehmoderator, Darsteller und Sänger
- Ponath, Bernhard Friedrich Gustav (1812–1881), deutscher Reichsoberhandelsgerichtsrat
- Ponath, Markus (* 2001), deutscher Fußballtorhüter
- Ponath, Nina (* 1988), deutsche Schriftstellerin und Autorin

### Ponc
- Ponç († 1243), Graf von Urgell
- Ponç de Vilamur, spanischer Geistlicher
- Ponç II., Vizegraf von Girona, Herr von Cabrera und Áger
- Poncar, Jaroslav (* 1945), deutscher Fotograf
- Poncar, Josef (1902–1986), tschechischer Kapellmeister und Blasmusik-Komponist
- Ponce Brousset, Manuel María (1874–1966), peruanischer Zweitagespräsident 1930
- Ponce de la Fuente, Constantino (1502–1559), spanischer Theologe, Prediger und Katechet
- Ponce de Leão, Cláudio José Gonçalves (1841–1924), brasilianischer Ordensgeistlicher, römisch-katholischer Erzbischof von Porto Alegre
- Ponce de León, Daniel (* 1980), mexikanischer Boxer
- Ponce de León, José Luis Gerardo (* 1961), argentinischer Geistlicher, Bischof von Manzini
- Ponce de León, Juan († 1521), spanischer KonquistadorJuan Ponce de León († 1521)

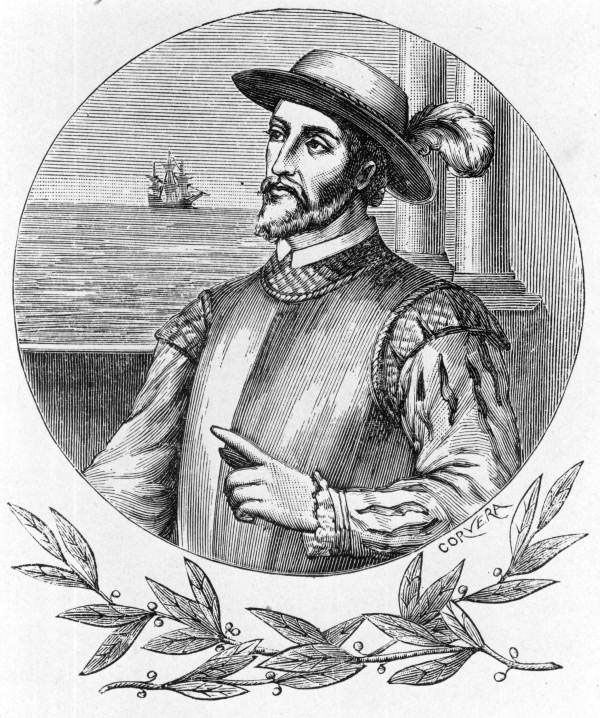
Juan Ponce de León († 1521)

- Ponce de León, Natalia (* 1980), kolumbianische Aktivistin gegen Säureattentate
- Ponce de León, Pedro (1516–1584), spanischer Benediktinermönch
- Ponce de León, Vicente, uruguayischer Politiker
- Ponce de León, Xabiani (* 1993), mexikanischer Schauspieler und Sänger
- Ponce Enrile, Juan junior (* 1958), philippinischer Politiker
- Ponce Enríquez, Camilo (1912–1976), ecuadorianischer Politiker, Präsident von Ecuador (1956–1960)
- Ponce Israel, Margaret (1929–1987), US-amerikanische Malerin und Keramikerin
- Ponce Vaidez, Juan Federico (1889–1956), guatemaltekischer Präsident
- Ponce, Alberto (1935–2019), spanischer Gitarrist und Gitarrenlehrer
- Ponce, Andrés (* 1996), venezolanischer Fußballspieler
- Ponce, Angie (* 1996), ecuadorianische Fußballnationalspielerin
- Ponce, Antonio (1608–1677), spanischer Stilllebenmaler
- Ponce, Camilo (* 1991), chilenischer Fußballspieler
- Ponce, Carlos (* 1972), puerto-ricanischer Schauspieler, Sänger und SongschreiberCarlos Ponce (* 1972)

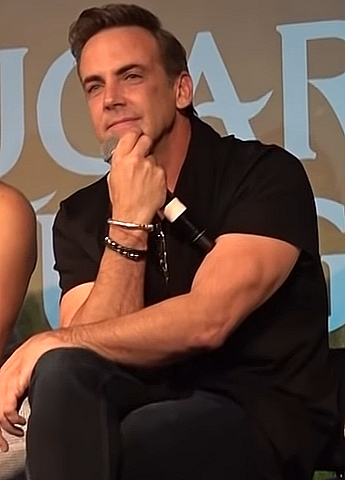
Carlos Ponce (* 1972)

- Ponce, Carolina (* 2000), argentinische Beachhandballspielerin
- Ponce, Daniel (1953–2013), US-amerikanisch-kubanischer Jazzmusiker
- Ponce, Ezequiel (* 1997), argentinischer Fußballspieler
- Ponce, Gustavo (* 1952), venezolanischer Mathematiker
- Ponce, Jesús (1929–2024), mexikanischer Sportler
- Ponce, José Daniel (* 1962), argentinischer Fußballspieler
- Ponce, Juan, spanischer Komponist der Renaissance
- Ponce, Júnior (* 1994), peruanischer Fußballspieler
- Ponce, Lola (* 1982), argentinisch-italienische Sängerin und Schauspielerin
- Ponce, Luis (1910–1974), chilenischer Fußballspieler
- Ponce, Manuel María (1882–1948), mexikanischer Komponist
- Ponce, Marco (* 2002), ecuadorianischer Leichtathlet
- Ponce, Matias (* 1989), US-amerikanisch-mexikanischer Schauspieler
- Ponce, Miguel (* 1971), chilenischer Fußballspieler
- Ponce, Miguel Ángel (* 1989), mexikanischer Fußballspieler
- Ponce, Patricio (* 1953), chilenischer Fußballspieler
- Ponce, Poncie (1933–2013), US-amerikanischer Schauspieler und Sänger
- Ponce, Ramón Héctor (1948–2019), argentinischer Fußballspieler
- Ponce, René Emilio (1947–2011), salvadorianischer Militär, Verteidigungsminister in El Salvador
- Ponce, Sabás (1937–2021), mexikanischer Fußballspieler
- Ponce, Sergio Amaury (* 1981), mexikanischer Fußballspieler
- Ponce, Waldo (* 1982), chilenischer Fußballspieler
- Ponceau, Julien (* 2000), französisch-angolanischer Fußballspieler
- Poncelet, Albert (1861–1912), belgischer Historiker und Bollandist
- Poncelet, Christian (1928–2020), französischer Politiker, MdEP
- Poncelet, Guillaume (* 1978), französischer Jazzmusiker (Trompete, Piano, Komposition)
- Poncelet, Jean-Pol (* 1950), belgischer Politiker und Manager
- Poncelet, Jean-Victor (1788–1867), französischer Mathematiker
- Poncelet, Jules (1869–1952), belgischer Politiker
- Poncet de La Rivière, Michel (1671–1730), französischer römisch-katholischer Bischof und Mitglied der Académie française
- Poncet, Alexandre (1884–1973), französischer Marianistengeistlicher
- Poncet, Charles (* 1946), Schweizer Rechtsanwalt und Politiker
- Poncet, Denis (1948–2014), französischer Filmproduzent
- Poncet, Gastón (* 1991), uruguayischer Fußballspieler
- Poncet, Hans von (1899–1983), deutscher Militär und Kampfkommandant von Leipzig
- Poncet, Jean François (1714–1804), Schweizer Uhrmacher und Juwelier
- Poncet, Julius Eduard von (1802–1883), preußischer Landrat
- Ponchard, Louis Antoine (1787–1866), französischer Opernsänger (Tenor) und Gesangspädagoge
- Ponchaud, François (1939–2025), französischer katholischer Priester, Autor und Kambodscha-Kenner
- Ponchet, Jessika (* 1996), französische Tennisspielerin
- Ponchia, Simonetta, italienische Assyriologin
- Ponchielli, Amilcare (1834–1886), italienischer Komponist und MusikpädagogeAmilcare Ponchielli (1834–1886)

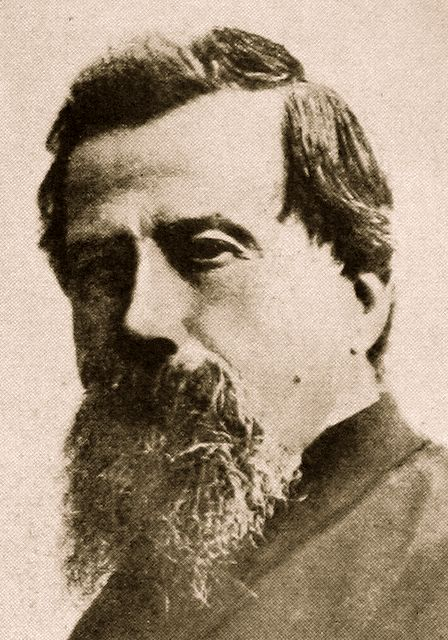
Amilcare Ponchielli (1834–1886)

- Ponchon, Raoul (1848–1937), französischer Dichter
- Poncia, Vini (* 1942), US-amerikanischer Musikproduzent und Songwriter
- Poncini, Tommaso († 1659), Tessiner Baumeister und Architekt in Polen
- Poncius, Johannes († 1661), irischer römisch-katholischer Theologe (Franziskaner) und Philosoph
- Ponczeck, Mikiko (* 1984), deutsch-japanische Comiczeichnerin

### Pond
- Pond, Benjamin (1768–1814), US-amerikanischer Jurist und Politiker
- Pond, Charles Fremont (1856–1929), US-amerikanischer Marineoffizier
- Pond, Charles H. (1781–1861), US-amerikanischer Politiker und Gouverneur von Connecticut
- Pond, Elizabeth (* 1937), US-amerikanische Politikwissenschaftlerin, Journalistin und Publizistin
- Pond, Francis Bates (1825–1883), US-amerikanischer Jurist, Offizier und Politiker
- Pond, John (1767–1836), englischer Astronom
- Pond, John (1903–1975), US-amerikanischer Filmtechniker, Erfinder und Filmschaffender
- Pond, Lennie (1940–2016), US-amerikanischer Motorsportler und NASCAR-Rennfahrer
- Pond, Peter (1740–1807), US-amerikanischer Pelzhändler und Entdecker
- Pond, Tony (1945–2002), englischer Rallyefahrer
- Pondal, Eduardo (1835–1917), galicischer Dichter
- Pondelik, Friederike (1943–2001), deutsche Grafikerin und Buchgestalterin
- Pondeljak, Tom (* 1976), australischer Fußballspieler
- Ponder, Christian (* 1988), US-amerikanischer American-Football-Spieler
- Ponder, James (1819–1897), US-amerikanischer Politiker
- Ponder, Jimmy (1946–2013), US-amerikanischer Jazz-Gitarrist
- Ponder, Winston F. (* 1941), neuseeländischer Zoologe und Malakologe
- Ponderus, Maria (1672–1764), niederländische Stifterin eines Hofjes
- Pondexter, Cappie (* 1983), US-amerikanische Basketballspielerin
- Pondick, Rona (* 1952), US-amerikanische Künstlerin
- Pondler, Angeline (* 1999), costa-ricanische Leichtathletin
- Pondrom, Lee G. (* 1933), US-amerikanischer Physiker

### Pone
- Ponedel, Fred (1913–1974), US-amerikanischer Filmtechnikpionier
- Ponedelnik, Wiktor Wladimirowitsch (1937–2020), sowjetischer Fußballspieler, -trainer und Sportjournalist
- Ponen Kubi, Paul (* 1956), bangladeschischer Geistlicher, römisch-katholischer Bischof
- Poner, Jiří (* 1964), tschechoslowakischer Eishockeyspieler
- Pönert, Heinz (1920–2015), deutscher Fußballspieler und Fußballtrainer
- Ponert, Hubert (1923–2000), deutscher Flottillenadmiral der Bundesmarine
- Ponesky, Hans-Georg (1933–2016), deutscher Showmaster
- Ponette, Helena (* 2000), belgische Sprinterin

### Ponf
- Ponfick, Emil (1844–1913), deutscher Pathologe; Hochschullehrer und Rektor in Breslau
- Ponfick, Hans (1883–1946), deutscher Rechtsanwalt und Mitglied des Vorläufigen Reichswirtschaftsrates

### Pong
- Pong, Élodie (* 1966), Schweizer Künstlerin und Filmemacherin
- Pong, Erica (* 1989), australische Badmintonspielerin
- Ponga, Alcide (* 1975), französischer PolitikerAlcide Ponga (* 1975)

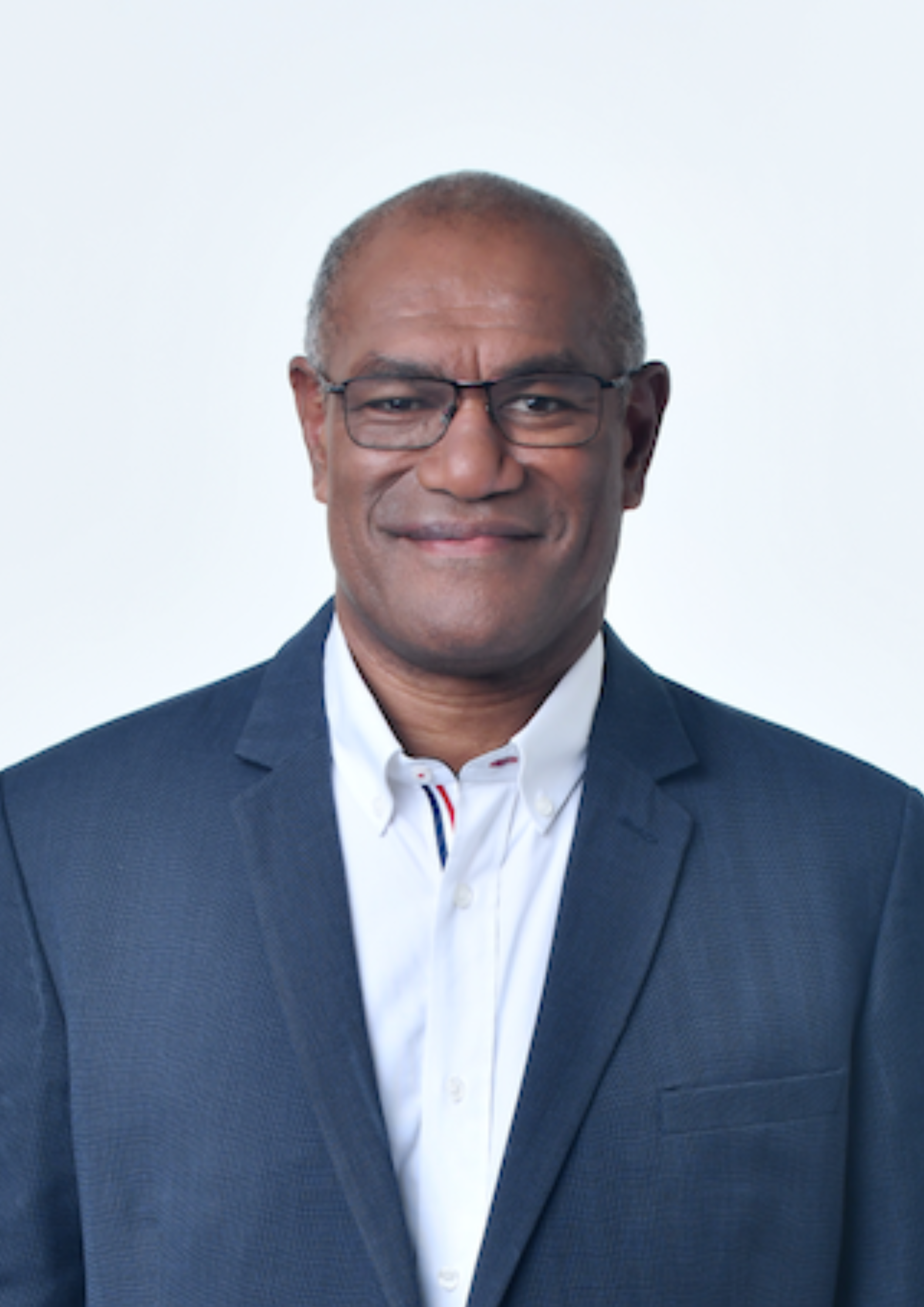
Alcide Ponga (* 1975)

- Ponga, Maurice (* 1947), französischer Politiker, MdEP
- Ponge, Francis (1899–1988), französischer Schriftsteller
- Pongelli, Girolamo (* 1755), Schweizer Somasker und Übersetzer
- Ponger, Kurt (1913–1979), österreichisch-US-amerikanischer Journalist und verurteilter Spion der UdSSR
- Ponger, Lisl (* 1947), österreichische Fotografin und Filmemacherin
- Ponger, Peter (* 1950), österreichischer Jazzpianist und Filmkomponist
- Ponger, Robert (* 1950), österreichischer Musikproduzent
- Pongerville, Jean-Baptiste-Antoine-Aimé Sanson de (1782–1870), französischer Dichter, Übersetzer und Mitglied der Académie française
- Pongetti, Kit (* 1970), US-amerikanische Schauspielerin
- Pongnairat, Sattawat (* 1990), US-amerikanischer Badmintonspieler
- Pongó, Marcell (* 1997), ungarischer Basketballspieler
- Pongoh, Lius (* 1960), indonesischer Badmintonspieler
- Pongpanot Naknayom (* 1979), thailändischer Fußballspieler
- Pongpat Liorungrueangkit (* 1996), thailändischer Fußballspieler
- Pongpeera Prajongsai (* 1988), thailändischer Fußballspieler
- Pongphat Aektasaeng (* 2000), thailändischer Fußballspieler
- Pongpipat Kamnuan (* 1983), thailändischer Fußballspieler
- Pongpipat Siriamornrattana (* 2005), thailändischer Fußballspieler
- Pongračić, Marin (* 1997), deutsch-kroatischer FußballspielerMarin Pongračić (* 1997)

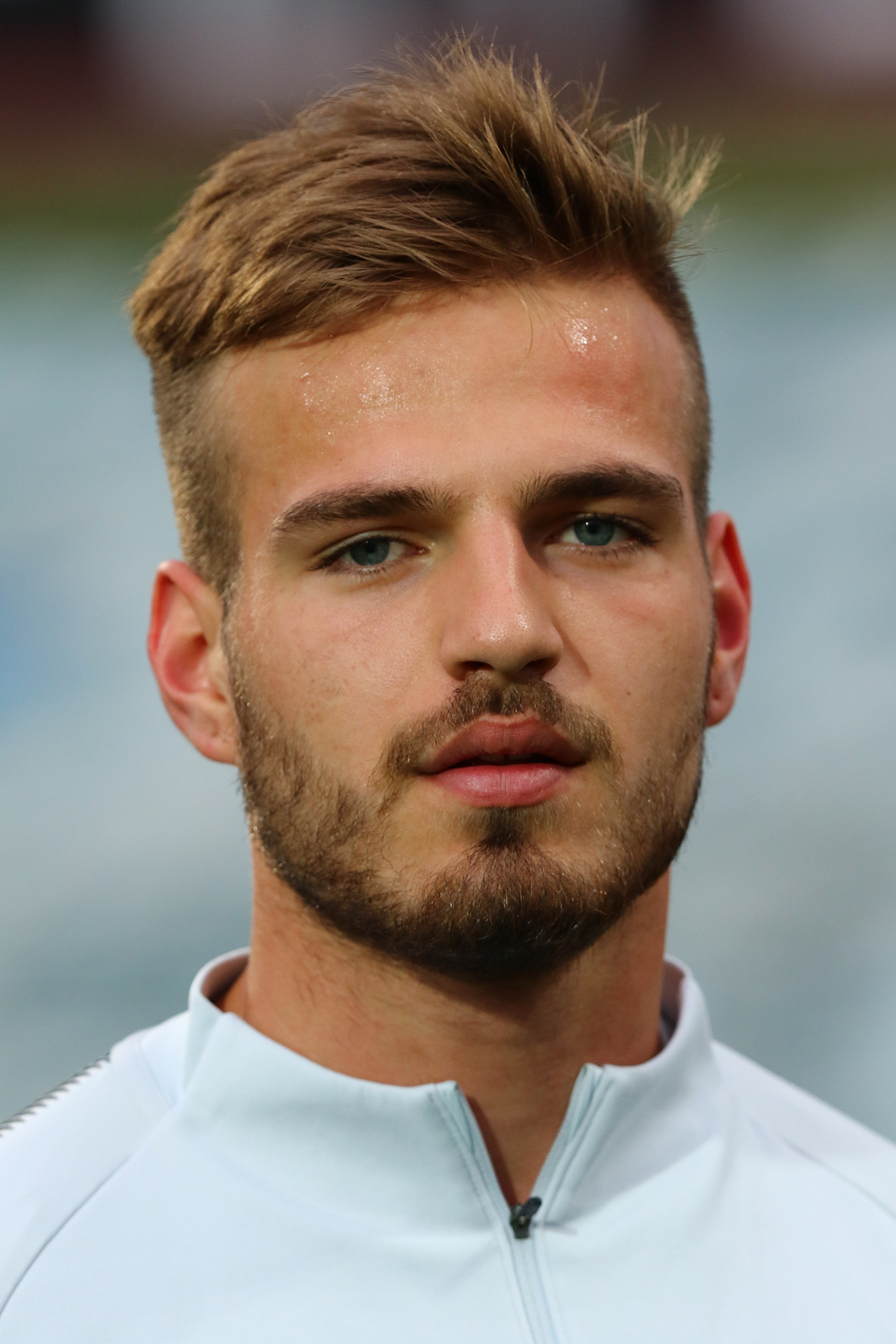
Marin Pongračić (* 1997)

- Pongracz, Arthur von (1864–1942), österreichischer Dressurreiter
- Pongracz, Cora (1943–2003), österreichische Fotografin
- Pongracz, Gerhard (1958–2020), österreichischer Politiker (SPÖ), Burgenländischer Landtagsabgeordneter
- Pongracz, Vincent (* 1985), österreichischer Jazzmusiker (Klarinette, Komposition)
- Pongratz, Adalbert (1928–2012), deutscher Lokaljournalist in Zwiesel
- Pongratz, Alfred (1900–1977), deutscher Opernsänger (Bariton), Schauspieler und Sprecher
- Pongratz, Carl (1850–1914), österreichischer Politiker und Bürgermeister
- Pongratz, Christian A. (* 1973), österreichischer Unternehmensberater, Autor, Kabarettist und Moderator
- Pongratz, Franz (1896–1973), österreichischer Bauingenieur und Hochschullehrer
- Pongratz, Friedrich (* 1947), deutscher Psychologe und Soziologe
- Pongratz, Georg (1835–1908), österreichischer Landwirt und Politiker
- Pongratz, Hans (* 1945), deutscher Militär, stellvertretender Generalarzt der Luftwaffe
- Pongratz, Hans J. (* 1957), deutscher Soziologe
- Pongratz, Ingeborg (* 1946), deutsche Politikerin (CSU), MdL
- Pongratz, Josef (1863–1931), österreichischer Politiker (SDAP), Mitglied des Bundesrates
- Pongratz, Josef (* 1879), deutscher Generalmajor
- Pongratz, Julia (* 1980), deutsche Geografin
- Pongratz, Kurt (* 1958), österreichischer Fernsehregisseur
- Pongratz, Leopold (1850–1929), österreichischer Politiker (DnP), Abgeordneter zum Nationalrat
- Pongratz, Lieselotte (1923–2001), deutsche Soziologin und Kriminologin
- Pongratz, Lothar (1952–2013), deutscher Bobfahrer
- Pongratz, Ludwig A. (* 1948), deutscher Pädagoge
- Pongratz, Ludwig J. (1915–1995), deutscher Psychologe
- Pongratz, Maximilian (* 1987), deutscher MusikerMaximilian Pongratz (* 1987)

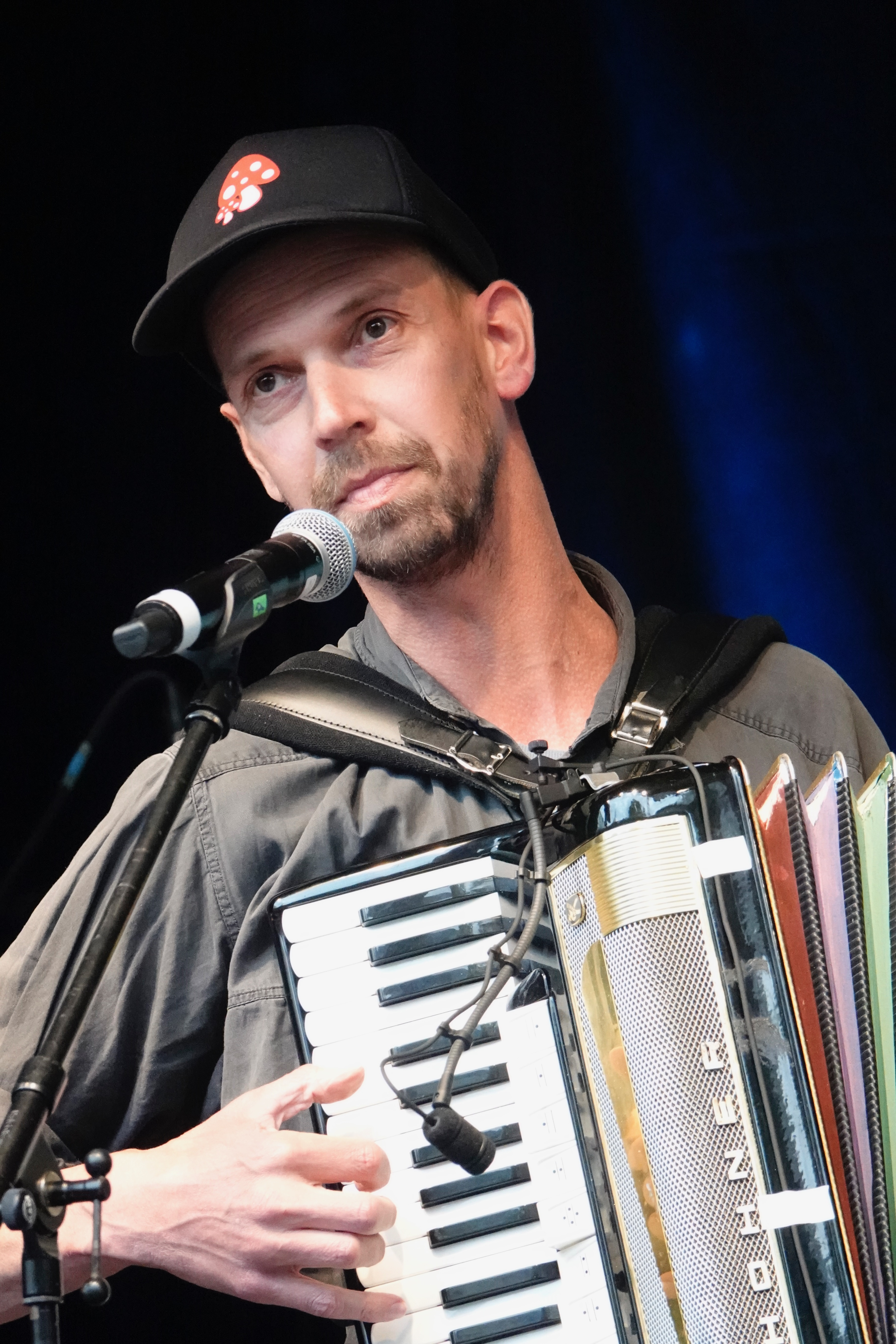
Maximilian Pongratz (* 1987)

- Pongratz, Oliver (* 1973), deutscher Badmintonspieler
- Pongratz, Peter (* 1940), österreichischer Maler, Bühnenbildner, Jazz-Drummer
- Pongratz, Rudolf (1831–1915), österreichischer Landwirt und Politiker
- Pongratz, Walter (1912–1990), niederösterreichischer Bibliothekar und Heimatforscher
- Pongrátzné Vasvári, Erzsébet (1954–2022), ungarische Sportschützin
- Pongruber, Christian (1920–2019), österreichischer Politiker (ÖVP), Landtagsabgeordneter, Mitglied des Bundesrates
- Pongs, Armin (* 1968), deutscher Soziologe, Schriftsteller und Kinderbuchautor
- Pongs, Hermann (1889–1979), deutscher Autor und Literaturwissenschaftler, Ordinarius der Göttinger Georg-August-Universität
- Pongs, Paul (* 1990), deutscher Hockeyspieler
- Pongs, Walter (* 1911), deutscher KZ-Arzt
- Pongsak Boonthot (* 1995), thailändischer Fußballspieler
- Pongsaklek Wonjongkam (* 1977), thailändischer Boxer
- Pongsakon Seerot (* 1994), thailändischer Fußballspieler
- Pongsakon Srevaurai (* 1997), thailändischer Fußballspieler
- Pongsakorn Poonsamrit (* 2002), thailändischer Fußballspieler
- Pongsakorn Samathanered (* 1992), thailändischer Fußballspieler
- Pongsakorn Takum (* 1992), thailändischer Fußballspieler
- Pongsakron Hanrattana (* 2003), thailändischer Fußballspieler
- Pongsapark Tangsap (* 2003), thailändischer Fußballspieler
- Pongsathon Tongchaum (* 1982), thailändischer Fußballspieler
- Pongsaton Manonthong (* 1997), thailändischer Fußballspieler
- Pongsil Tana (* 1992), thailändischer Fußballspieler
- Pongthep Mulalee (* 1988), thailändischer Fußballspieler

### Ponh
- Ponheimer, Kilian der Ältere (1757–1828), österreichischer Kupferstecher
- Ponheimer, Kilian der Jüngere (1788–1829), österreichischer Maler und Kupferstecher
- Ponholzer, Bartholomäus (1827–1892), deutscher katholischer Geistlicher und Kolping-Präses
- Ponholzer, Emanuel (* 1998), österreichischer Fußballspieler
- Ponholzer, Fabian (* 1998), österreichischer Fußballspieler

### Poni
- Poni, albanische Pop-Folk-Sängerin
- Poniatoff, Alexander M. (1892–1980), russisch-US-amerikanischer Elektrotechniker
- Poniatovska, Christine (1610–1644), polnische Seherin
- Poniatowska, Elena (* 1932), mexikanische Schriftstellerin und Journalistin
- Poniatowska, Maria Teresa (1760–1834), polnisch-litauische Fürstin
- Poniatowski, Andreas von (1735–1773), k. k. Feldzeugmeister, Kommandeur des Maria-Theresia-Orden, Reichsfürst (seit 1765)
- Poniatowski, Józef Antoni (1763–1813), polnischer General, Marschall von FrankreichJózef Antoni Poniatowski (1763–1813)

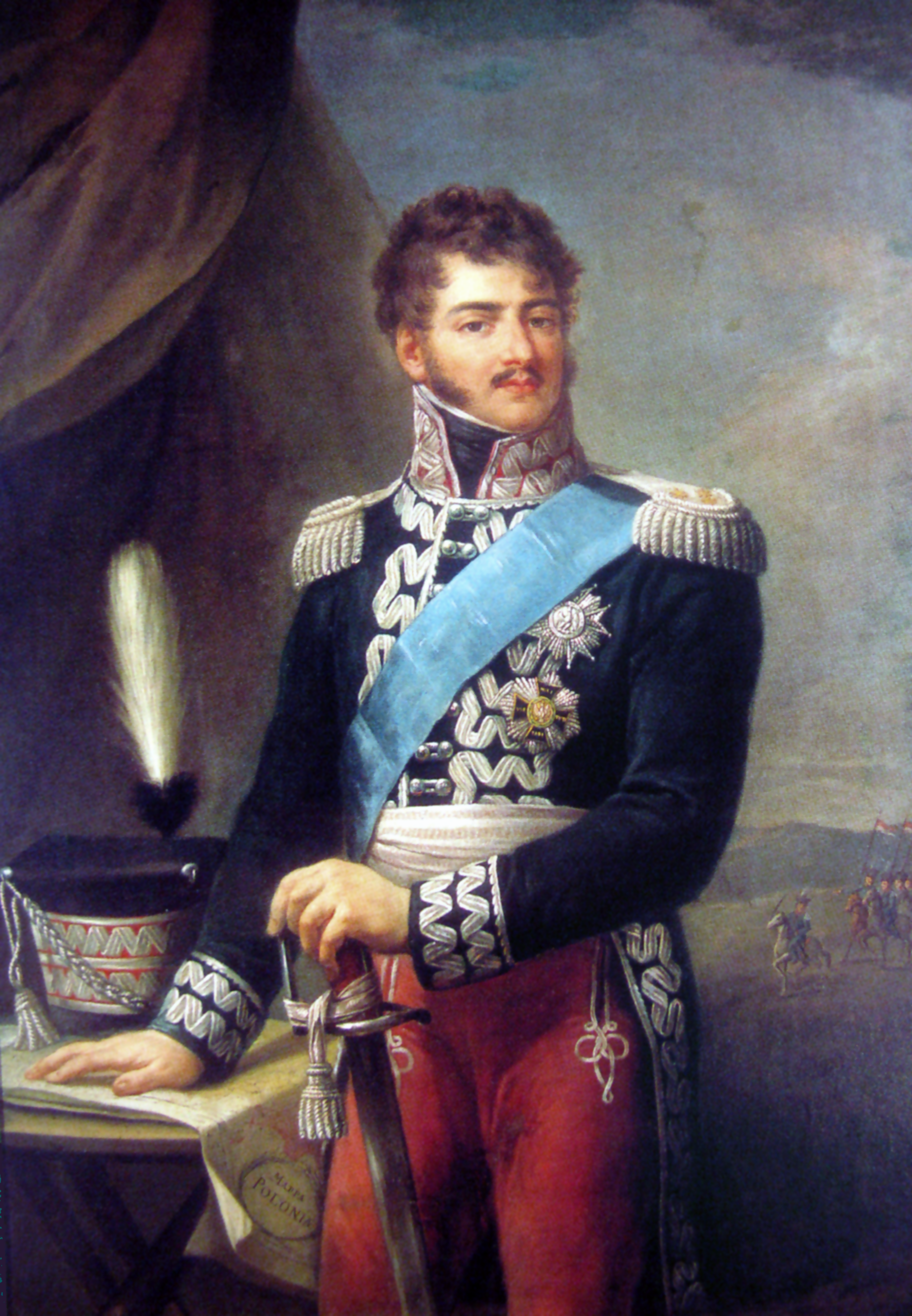
Józef Antoni Poniatowski (1763–1813)

- Poniatowski, Józef Michał (1816–1873), polnischer Komponist, Sänger und Diplomat
- Poniatowski, Michel (1922–2002), französischer Politiker, Mitglied der Nationalversammlung und Senator
- Poniatowski, Stanislaus (1754–1833), polnischer Generalleutnant und Großkämmerer von Litauen
- Poniatowski, Stanisław (1676–1762), polnischer Politiker
- Ponicanova, Zuzana (* 1971), slowakische Textildesignerin, Kunstlehrerin und Unternehmerin
- Ponická, Hana (1922–2007), slowakische Schriftstellerin
- Ponickau, Hans von (1508–1573), kursächsischer Rat
- Ponickau, Hans-Wolff von (1899–1958), deutscher Maler und Graphiker
- Ponickau, Johann August von (1718–1802), Bibliotheksstifter und sächsischer Kriegsrat
- Ponickau, Johann Christoph von (1652–1726), königlich-polnischer und kurfürstlich-sächsischer Stiftshauptmann und Kammerherr
- Ponickau, Johann Georg von (1542–1613), sächsischer Geheimer Rat und Amtshauptmann
- Ponickau, Johann Georg von (1708–1775), kursächsischer Geheimer Rat, Konferenzminister, Reichstagsgesandter
- Ponickau, Johann von (1584–1642), kaiserlicher Rat und Reichspfennigmeister
- Ponickau, Ludwig Curt von (1838–1880), preußischer Landrat
- Ponickau, Viktor von (1808–1889), Landrat des preußischen Kreises Zeitz
- Pönicke, Herbert (1904–1975), deutscher Historiker
- Poniewaz, Bennet (* 1993), deutscher Volleyball- und Beachvolleyballspieler
- Poniewaz, David (* 1993), deutscher Volleyball- und BeachvolleyballspielerDavid Poniewaz (* 1993)

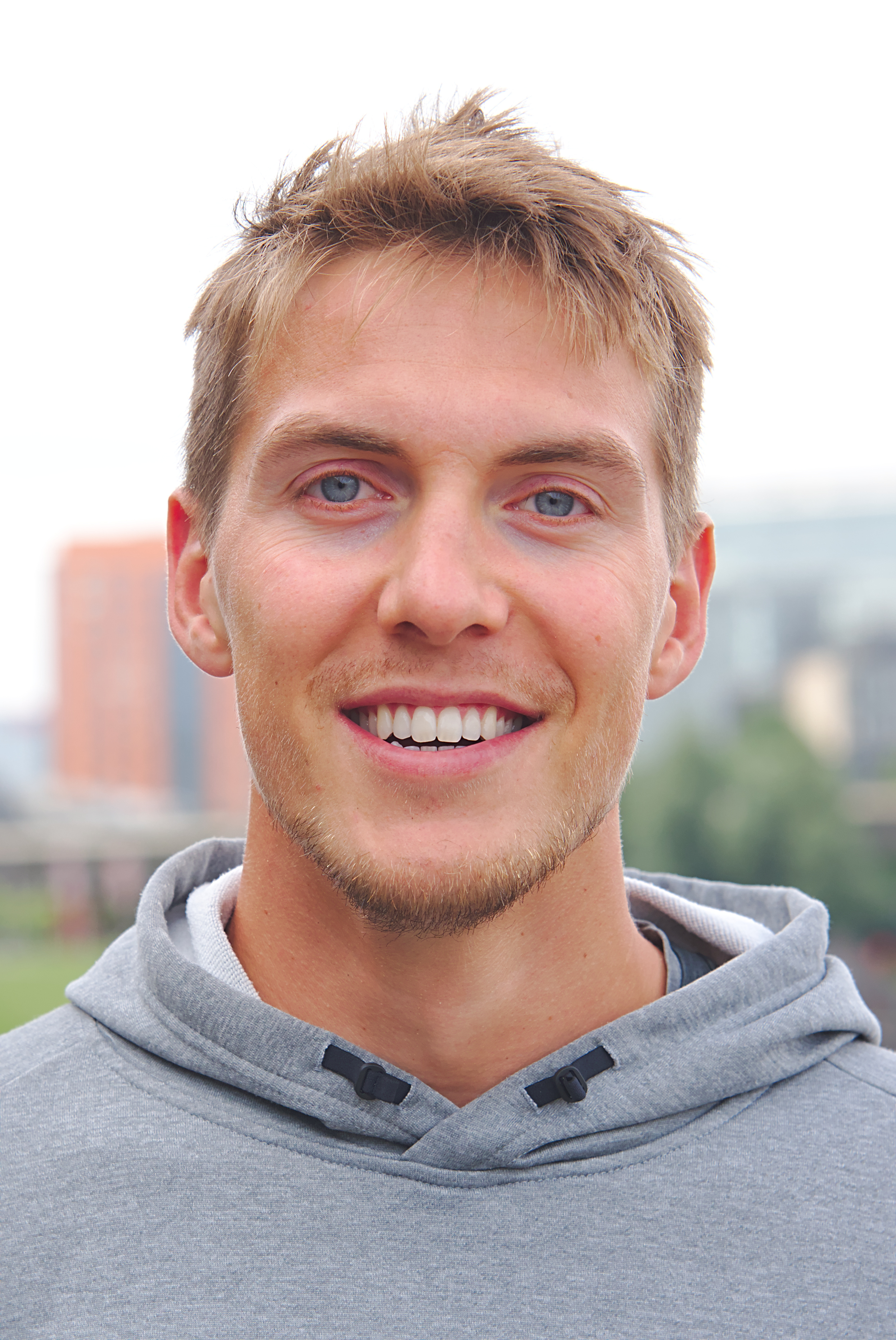
David Poniewaz (* 1993)

- Ponik, Holger (* 1969), deutscher Hörfunkmoderator
- Ponikarowskyj, Oleksij (* 1980), ukrainischer Eishockeyspieler
- Ponikowski, Antoni (1878–1949), polnischer Politiker, Mitglied des Sejm
- Ponikwia, Katarzyna (* 1982), polnische Biathletin
- Poninska, Adelheid (1804–1881), deutsche Sozialreformerin und Stadtplanerin
- Poniński, Christoph von (1802–1876), preußischer Rittergutsbesitzer und Politiker
- Ponis, Alberto (1933–2024), italienischer Architekt
- Pönisch, Alfred (1902–1981), deutscher Verwaltungsjurist und Landrat
- Poniškaitis, Arūnas (* 1966), litauischer Geistlicher, katholischer Weihbischof im Erzbistum Vilnius
- Ponitka, Georg Lota (* 1952), deutscher Illustrator, Autor und Ideenhändler
- Ponitka, Mateusz (* 1993), polnischer Basketballspieler
- Ponitz, Franziska (* 1952), deutsche Film- und Theaterschauspielerin
- Pönitz, Gottfried (1898–1979), deutscher Seeoffizier, zuletzt Kapitän zur See der Kriegsmarine, Politiker (CDU), MdBB
- Pönitz, Karl (1888–1973), deutscher Psychiater und Hochschullehrer
- Pönitz, Karl Eduard (1795–1858), sächsischer Offizier und Militärschriftsteller
- Pönitz, Klaus (* 1940), deutscher Schauspieler
- Pönitzsch, Ralf (* 1957), deutscher Leichtathlet
- Ponizil, Agnes (* 1969), deutsche Komponistin und Sängerin

### Ponk
- Ponk, René (* 1971), niederländischer Fußballtorhüter
- Ponkie (1926–2021), deutsche Journalistin, Filmkritikerin und AutorinPonkie (1926–2021)

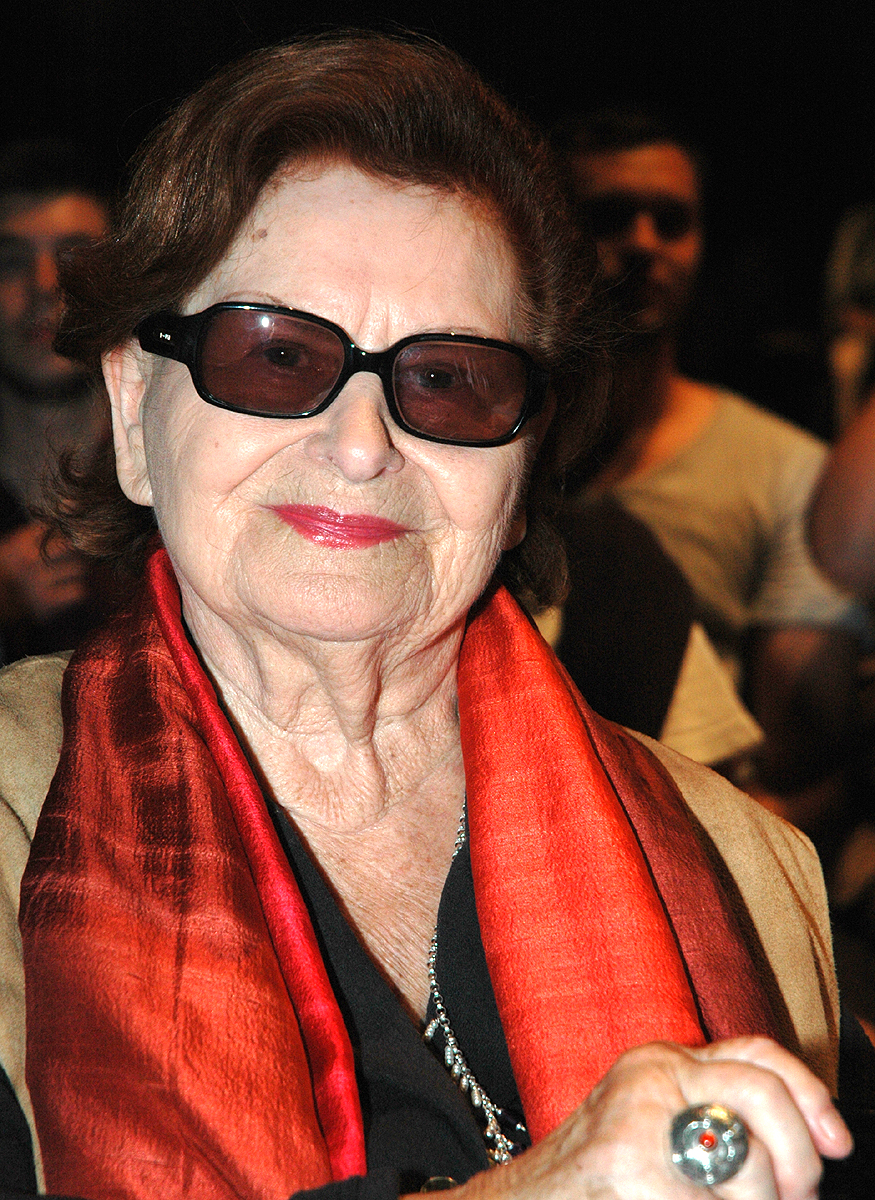
Ponkie (1926–2021)

- Ponkraschow, Anton Alexandrowitsch (* 1986), russischer Basketballspieler

### Ponl
- Ponlid, Wijan (* 1976), thailändischer Boxer

### Ponn
- Ponn, Josef (1906–1939), deutscher Skilangläufer
- Ponnappa, Ashwini (* 1989), indische Badmintonspielerin
- Ponnath, Bruno (1931–2018), deutscher Politiker (CSU), MdL
- Ponndorf, Eberhard (1897–1980), deutscher Politiker (NSDAP), MdR
- Ponndorf, Egmar (1929–2015), deutscher Bildhauer
- Ponndorf, Wilhelm (1864–1949), deutscher Mediziner
- Ponnelle, Jean-Pierre (1932–1988), französischer Regisseur, Bühnen- und Kostümbildner
- Ponnelle, Pierre-Dominique (* 1957), deutscher Dirigent und Komponist
- Ponnet, Alexis (* 1939), belgischer Fußballschiedsrichter
- Ponniah, Joseph (1952–2025), sri-lankischer römisch-katholischer Geistlicher, Bischof von Batticaloa
- Ponniah, Rennis, anglikanischer Bischof in Singapur
- Ponnier, Jean Pierre de (* 1649), Amtmann, Oberamtmann und Koloniedirektor im Heiligen Römischen Reich deutscher Nationen
- Ponnier, Matthias (1940–2024), deutscher Schauspieler und HörspielsprecherMatthias Ponnier (1940–2024)

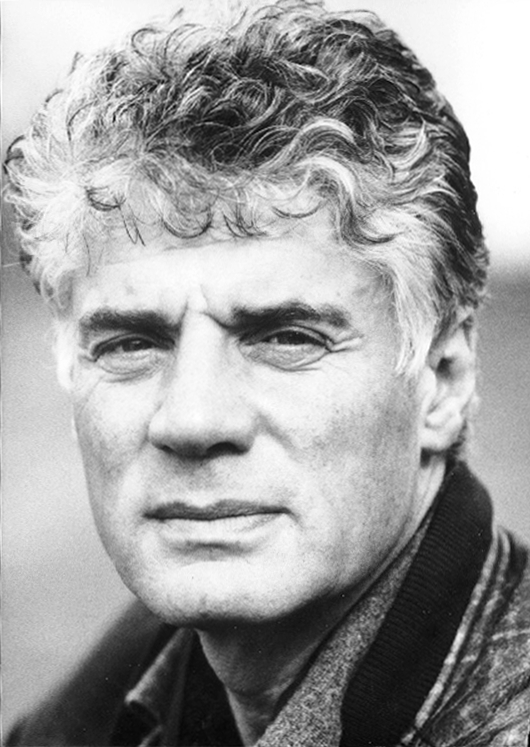
Matthias Ponnier (1940–2024)

- Pönnighaus, Jörg-Martin (* 1947), deutscher Schriftstellerarzt
- Pönninger, Franz (1832–1906), österreichischer Bildhauer und Medailleur
- Ponnumuthan, Selvister (* 1956), indischer Geistlicher, Bischof von Punalur

### Pono
- Ponocny-Seliger, Elisabeth (* 1970), österreichische Psychologin und Genderforscherin
- Ponomar, Andrij (* 2002), ukrainischer Radrennfahrer
- Ponomar, Lisa (* 1997), deutsche Tennisspielerin
- Ponomarenko, Alexander Anatoljewitsch (* 1964), russisch-zyprischer Milliardär und Geschäftsmann
- Ponomarenko, Alexander Georgijewitsch (* 1938), russischer Paläontologe und Entomologe
- Ponomarenko, Anatolij (1947–2008), sowjetischer und ukrainischer Diplomat
- Ponomarenko, Illja (* 1992), ukrainischer Journalist
- Ponomarenko, Lidija (1922–2013), sowjetische bzw. ukrainische Historikerin und Kartografin
- Ponomarenko, Marija Nikolajewna (* 1978), russische Journalistin
- Ponomarenko, Panteleimon Kondratjewitsch (1902–1984), sowjetischer Politiker und Generalleutnant
- Ponomarenko, Sergei Wladilenowitsch (* 1960), russischer Eiskunstläufer
- Ponomarenko, Swetlana (* 1969), russische Marathonläuferin
- Ponomarev, Valery (* 1943), US-amerikanischer Jazz-Trompeter
- Ponomariovas, Valerijus (* 1953), litauischer Politiker
- Ponomarjow, Anton (* 1988), kasachischer Basketballspieler
- Ponomarjow, Boris Nikolajewitsch (1905–1995), sowjetischer Historiker und Politiker
- Ponomarjow, Igor Maratowitsch (1965–2006), russischer Diplomat
- Ponomarjow, Ilja Wladimirowitsch (* 1975), russisch-ukrainischer PolitikerIlja Wladimirowitsch Ponomarjow (* 1975)

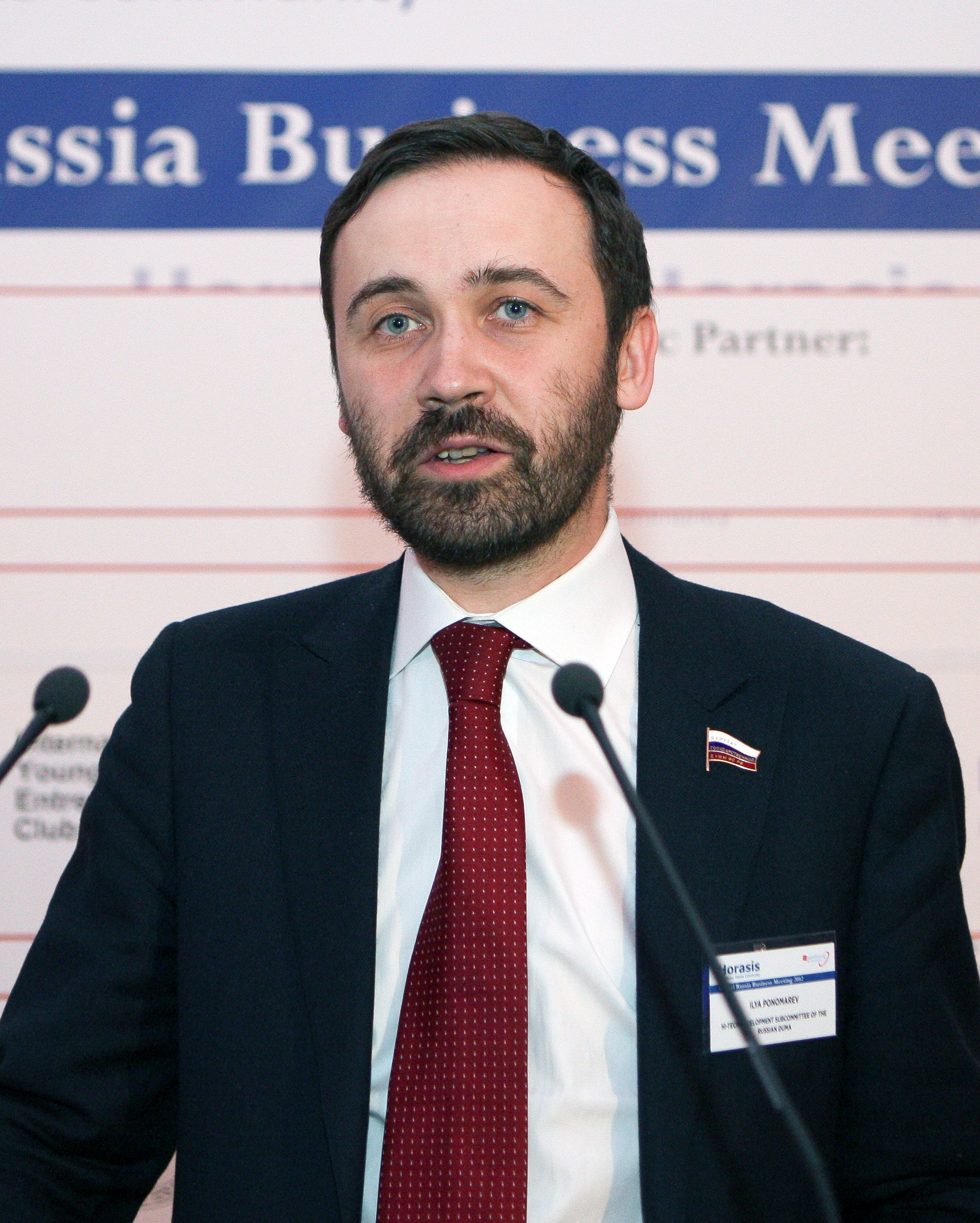
Ilja Wladimirowitsch Ponomarjow (* 1975)

- Ponomarjow, Jewgeni (* 1983), russischer Jazzmusiker (Piano, Keyboard)
- Ponomarjow, Konstantin Petrowitsch (* 1992), russischer Boxer
- Ponomarjow, Konstantin Wiktorowitsch (* 1981), russischer Radrennfahrer
- Ponomarjow, Leonid Iwanowitsch (1937–2019), sowjetischer bzw. russischer Physiker
- Ponomarjow, Lew Alexandrowitsch (* 1941), russischer Politiker und Menschenrechtler
- Ponomarjow, Michail Wladimirowitsch (* 1974), russischer Geschäftsmann
- Ponomarjow, Oleksandr (* 1973), ukrainischer Sänger
- Ponomarjow, Pawel (* 1952), russisch-orthodoxer Metropolit von Minsk und Sluzk; Patriarchenexarch von ganz Belarus
- Ponomarjow, Ruslan (* 1983), ukrainischer Schachspieler und FIDE-SchachweltmeisterRuslan Ponomarjow (* 1983)

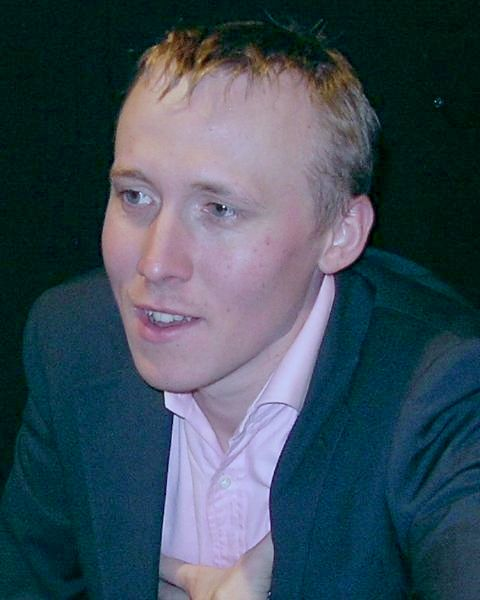
Ruslan Ponomarjow (* 1983)

- Ponomarjow, Sergei (* 1998), kasachischer Radsportler
- Ponomarjow, Waleri Andrejewitsch (* 1959), russischer Politiker, Mitglied des Föderationsrates und Geschäftsmann
- Ponomarjow, Wassili (1907–1978), russischer Archäologe in Nowgorod und Marburg
- Ponomarjow, Wjatscheslaw (* 1965), ukrainischer Anführer der prorussischen Kräfte in der ostukrainischen Stadt Slowjansk und selbsternannter Bürgermeister
- Ponomarjow, Wladimir Iwanowitsch (* 1952), sowjetischer Mittelstreckenläufer
- Ponomarjowa, Jekaterina Georgijewna (* 1887), Ehrenbürgerin von Hoyerswerda
- Ponomarjowa, Margarita Anatoljewna (1963–2021), russische Leichtathletin
- Ponomarjowa, Nina Apollonowna (1929–2016), russische Diskuswerferin und Olympiasiegerin
- Ponomarjowa, Walentina Dmitrijewna (* 1939), sowjetisch-russische Sängerin
- Ponomarjowa, Walentina Leonidowna (1933–2023), sowjetische Kosmonautenanwärterin
- Ponor, Cătălina (* 1987), rumänische Kunstturnerin
- Póňová, Liana (* 1996), slowakische Fußballtorhüterin

### Pons
- Pons, Graf von Toulouse
- Pons Boigues, Francisco (1861–1899), spanischer Arabist
- Pons i Gallarza, Josep Lluís (1823–1894), katalanischer Lyriker
- Pons i Viladomat, Josep (* 1957), katalanischer Dirigent
- Pons Irazazábal, José María (* 1948), spanischer Diplomat
- Pons von Tripolis († 1137), Graf von Tripolis
- Pons, Alfredo Cipriano (1888–1968), argentinischer Diplomat
- Pons, Anthony (* 1973), französischer Autorennfahrer
- Pons, Antoinette de († 1632), Ehrendame der Katharina von Medici, Mätresse des französischen Königs Heinrich IV.
- Pons, Antonio (1897–1980), ecuadorianischer Arzt und Politiker
- Pons, Axel (* 1991), spanischer Motorradrennfahrer
- Pons, Bernard (1926–2022), französischer Politiker, Mitglied der Nationalversammlung
- Pons, Eva (* 1971), deutsche Pianistin und Dirigentin
- Pons, Fabrizia (* 1955), italienische Rallye-Navigatorin
- Pons, Félix (1942–2010), spanischer Rechtsanwalt und Politiker, Parlamentspräsident (1986–1996)
- Pons, Francisco, uruguayischer Politiker
- Pons, Gianni (1909–1975), italienischer Schauspieler und Filmregisseur
- Pons, Honoré (1773–1851), französischer Uhrmachermeister, Erfinder und Unternehmer
- Pons, Jean-Louis (1761–1831), französischer Astronom
- Pons, Joan (* 1946), menorquinischer Opernsänger
- Pons, Joseph Sébastien (1886–1962), französischer Hochschullehrer und Schriftsteller französischer und katalanischer Sprache
- Pons, Laia (* 1993), spanische Synchronschwimmerin
- Pons, Lele (* 1996), venezolanische Webvideoproduzentin
- Pons, Lily (1898–1976), französisch-amerikanische Opernsängerin (Koloratursopran) und FilmschauspielerinLily Pons (1898–1976)

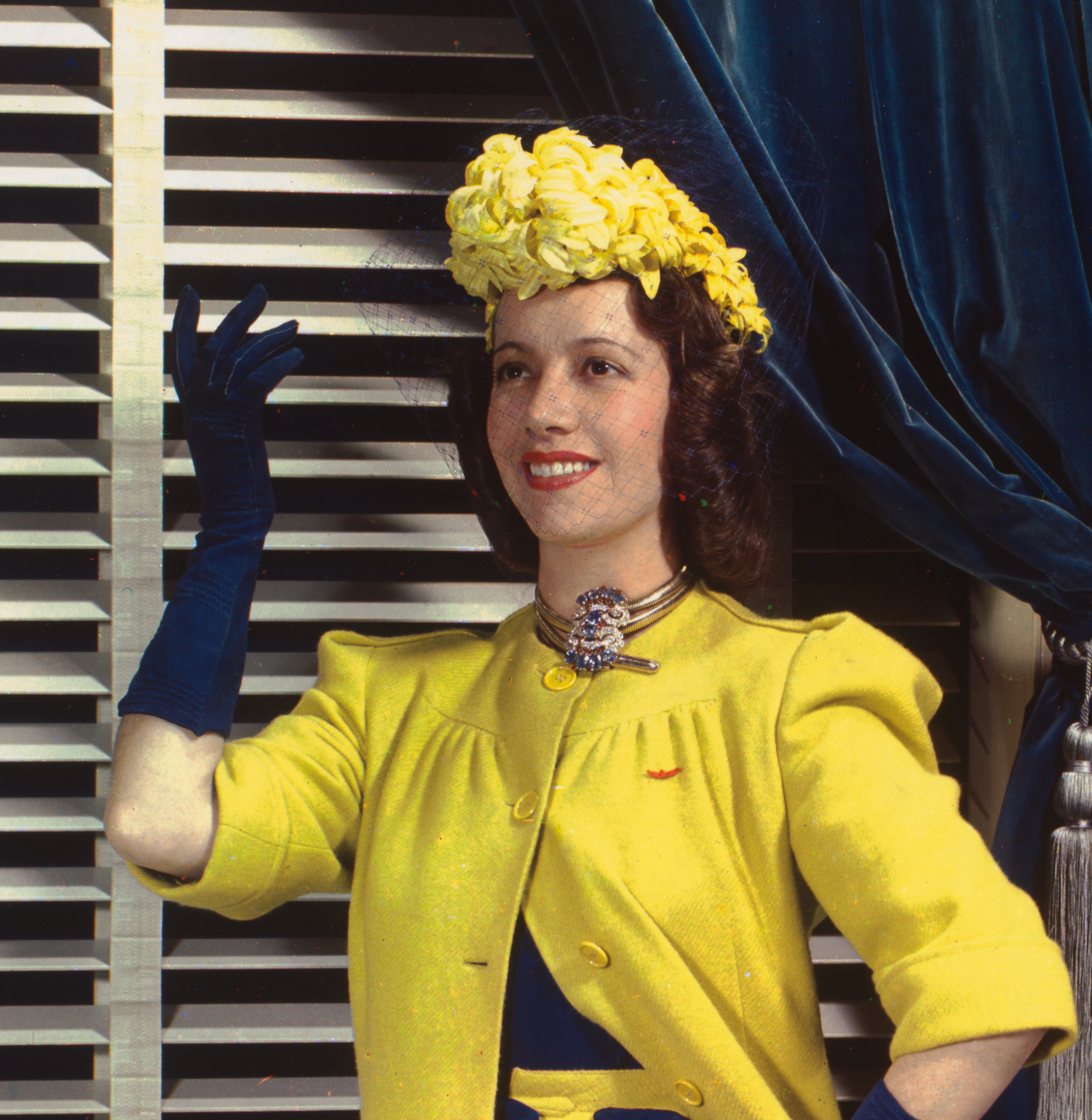
Lily Pons (1898–1976)

- Pons, Louis (1914–1973), französischer Autorennfahrer
- Pons, Mario (* 1967), ecuadorianischer Radrennfahrer
- Pons, Maurice (1925–2016), französischer Schriftsteller und Übersetzer
- Pons, Mauro (* 2003), uruguayischer Leichtathlet
- Pons, Mercè (* 1966), katalanische Schauspielerin
- Pons, Miquel (* 1997), spanischer Motorradrennfahrer
- Pons, Oscar (* 1968), andorranischer Tennisspieler
- Pons, Patrick (1952–1980), französischer Motorradrennfahrer
- Pons, Sito (* 1959), spanischer Motorradrennfahrer
- Pons, Stanley (* 1943), US-amerikanischer Chemiker
- Pons, Vimala (* 1986), französische Schauspielerin, Artistin und Jongleurin indischer AbstammungVimala Pons (* 1986)

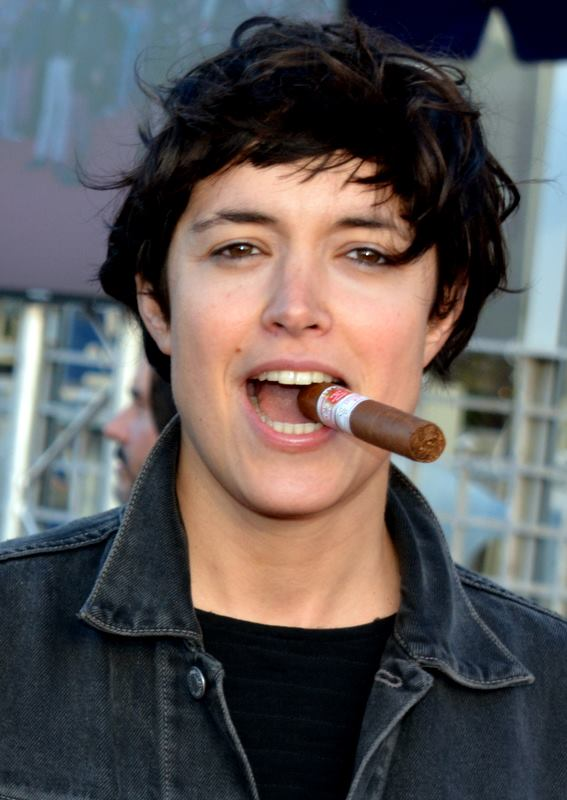
Vimala Pons (* 1986)

- Pons, Xavier (* 1980), spanischer Rallyefahrer
- Pons, Yves (* 1999), französischer Basketballspieler
- Ponsana, Boonsak (* 1982), thailändischer Badmintonspieler
- Ponsana, Salakjit (* 1984), thailändische Badmintonspielerin
- Ponsard, François (1814–1867), französischer Dramatiker
- Ponsart, Jean Nicolas (1788–1870), wallonisch-rheinischer Zeichner und Lithograf
- Ponsatí i Obiols, Clara (* 1957), spanische Politikerin, Wirtschaftswissenschaftlerin und Hochschullehrerin
- Ponschab, August (1869–1944), deutscher Politiker (Zentrum, BVP), MdR
- Ponschab, Georg (1823–1890), deutscher Bierbrauer, Landwirt und Politiker (Zentrum), MdR
- Ponschab, Reiner (* 1943), deutscher Rechtsanwalt und Wirtschaftsmediator
- Ponseele, Marcel (* 1957), belgischer Oboist und Instrumentenbauer
- Ponselle, Rosa (1897–1981), US-amerikanische Opernsängerin (Sopran)
- Ponsero, Yannick (* 1986), französischer Eiskunstläufer
- Ponseti, Ignacio (1914–2009), spanischer Mediziner, Orthopäde und Entwickler der Ponseti-Methode
- Ponsetto, Antonio (1936–2016), italienischer Ordensgeistlicher und Philosoph
- Ponsford, Bill (1900–1991), australischer Cricketspieler
- Ponsiluoma, Jyrki (* 1966), schwedischer Skilangläufer
- Ponsiluoma, Martin (* 1995), schwedischer Biathlet
- Ponsioen, Guus (* 1951), niederländischer Komponist und Sänger
- Ponsold, Albert (1900–1983), deutscher Gerichtsmediziner
- Ponsold, Werner (1920–2009), deutscher Mediziner und Hochschullehrer
- Ponsoldt, James (* 1978), US-amerikanischer Regisseur, Drehbuchautor, Filmproduzent und Schauspieler
- Ponsonby, Arthur, 1. Baron Ponsonby of Shulbrede (1871–1946), britischer Staatsbeamter, Politiker, Schriftsteller und Pazifist
- Ponsonby, Edward, 2. Baron Sysonby (1903–1956), britischer Adliger und Offizier
- Ponsonby, Edward, 8. Earl of Bessborough (1851–1920), britischer Eisenbahnmanager und Peer
- Ponsonby, Frederick, 1. Baron Sysonby (1867–1935), britischer Adliger, Soldat, Höfling und Autor
- Ponsonby, Frederick, 3. Earl of Bessborough (1758–1844), irischer Adliger und Politiker (Whig)
- Ponsonby, Frederick, 4. Baron Ponsonby of Shulbrede (* 1958), britischer Politiker (Labour Party)
- Ponsonby, John (1866–1952), britischer General und Divisionskommandeur im Ersten Weltkrieg
- Ponsonby, John, 4. Earl of Bessborough (1781–1847), britischer Politiker (Whig, Liberal Party), Mitglied des House of Commons und Peer
- Ponsonby, Rupert, 7. Baron de Mauley (* 1957), britischer Politiker, Peer der Conservative Party im House of Lords
- Ponsonby, Sarah (1755–1831), Ladies von Llangollen
- Ponsonby, Vere, 9. Earl of Bessborough (1880–1956), britischer Geschäftsmann und Politiker, Generalgouverneur von Kanada
- Ponsonby, Victoria, Baroness Sysonby (1874–1955), britische Adlige und Kochbuchautorin
- Ponsonby, William (1772–1815), britischer Generalmajor
- Ponsot, Clara (* 1989), französische Theater- und FilmschauspielerinClara Ponsot (* 1989)

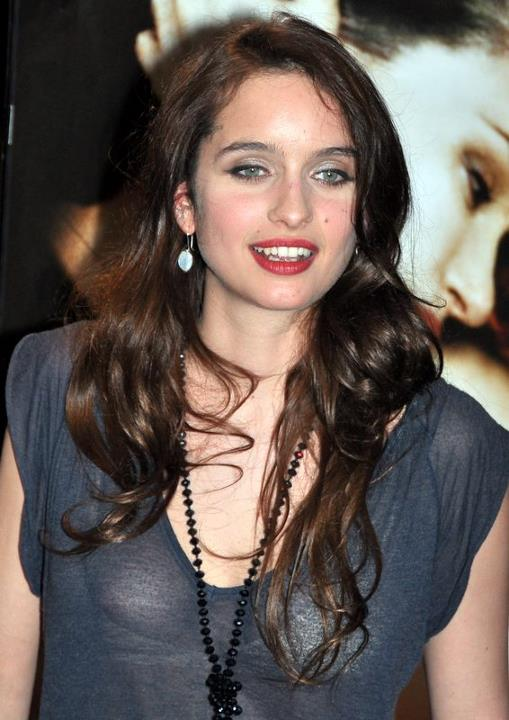
Clara Ponsot (* 1989)

- Ponsot, Henri (1877–1963), französischer Diplomat
- Ponsowa, Jelena Dmitrijewna (1907–1966), sowjetische Schauspielerin Synchronsprecherin und Schauspiellehrerin
- Ponsson, Christophe (* 1995), französischer Motorradrennfahrer
- Ponsteen, Herman (* 1953), niederländischer Radrennfahrer

### Pont
- Pont der Alte, Konrad von, Bürgermeister der Reichsstadt Aachen
- Pont y Gol, José (1907–1995), spanischer Erzbischof von Tarragona
- Pont, Blandine (* 1998), französische Judoka
- Pont, Casimiro Marcó del (1777–1819), spanischer Soldat, letzter Gouverneur von Chile
- Pont, Goswin von, deutscher Schöffe und Bürgermeister der Freien Reichsstadt Aachen
- Pont, Johann von, deutscher Schöffe und Bürgermeister der Freien Reichsstadt Aachen
- Pont, John (1927–2008), US-amerikanischer American-Football-Trainer
- Pont, Konrad von, Bürgermeister der Reichsstadt Aachen
- Pont, Michel (* 1954), Schweizer Fussballtrainer und Fussballspieler
- Pont, Olivier (* 1969), französischer Comic-Künstler, Illustrator und Filmregisseur
- Pont, Samuel Francis Du (1803–1865), Konteradmiral der US-Marine
- Pont, Tibert (* 1984), Schweizer Fussballspieler
- Pont-Combe, Séverine (* 1979), Schweizer Skibergsteigerin und Marathonläuferin
- Ponta, Victor (* 1972), rumänisch-serbischer PolitikerVictor Ponta (* 1972)

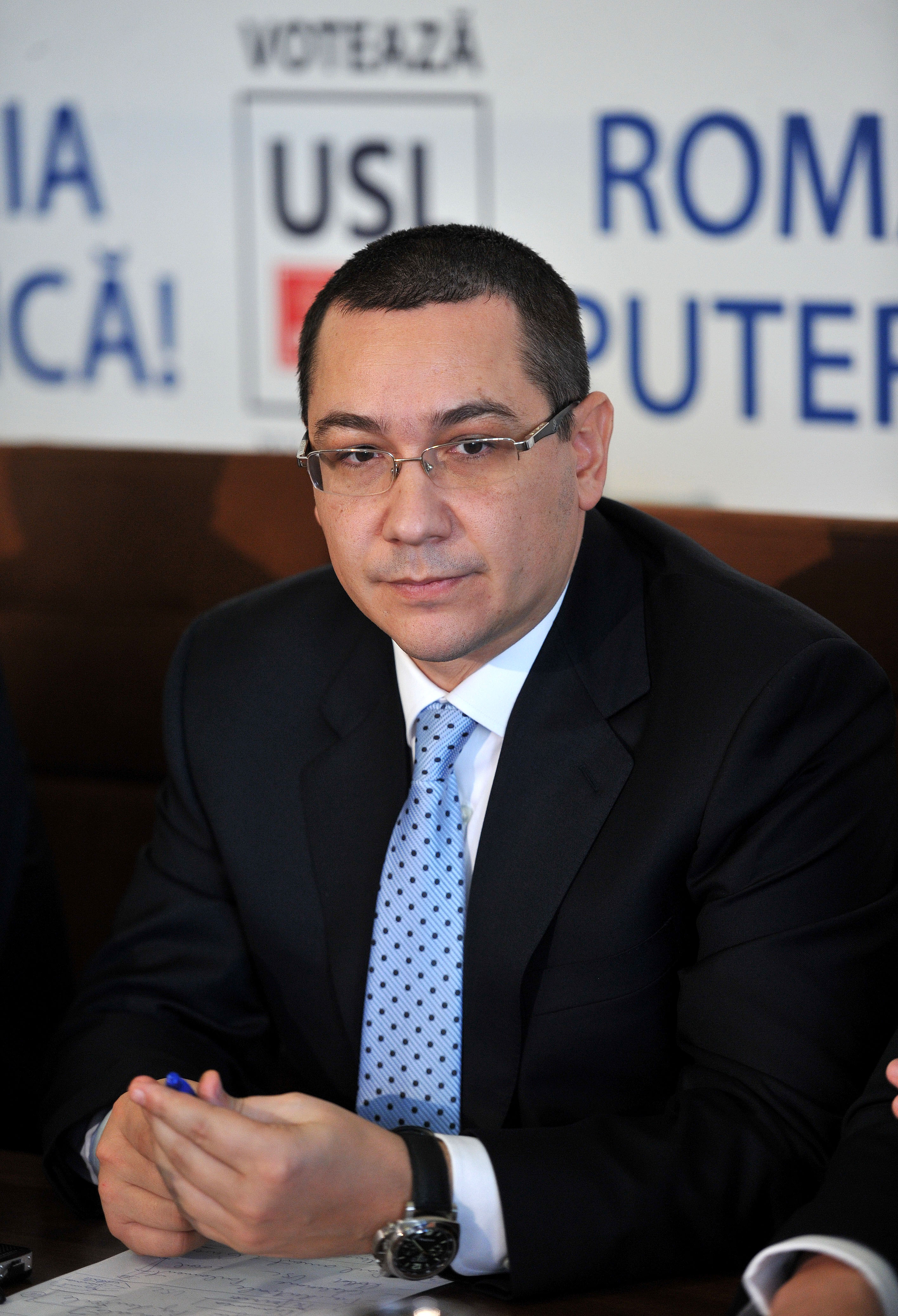
Victor Ponta (* 1972)

- Pontac, Diego de (1603–1654), spanischer Kapellmeister und Komponist
- Pontailler, Guy III. de, burgundischer Militär und Diplomat
- Pontakron Hanrattana (* 2003), thailändischer Fußballspieler
- Pontalis, Jean-Bertrand (1924–2013), französischer Philosoph, Psychoanalytiker und Schriftsteller
- Pontani, Filippo Maria (1913–1983), italienischer Klassischer Philologe, Neogräzist und Hochschullehrer
- Pontani, Filippomaria (* 1976), italienischer Klassischer Philologe und Neogräzist
- Pontano, Giovanni († 1503), Vertreter des italienischen Humanismus
- Pontano, Ludovico († 1439), italienischer Jurist
- Pontanus, Henricus († 1714), deutscher reformierter Theologe
- Pontanus, Jacobus (1542–1626), deutscher Jesuit und Humanist
- Pontanus, Johann († 1572), deutscher Arzt
- Pontanus, Johann Christian von (1742–1813), preußischer Generalmajor der Artillerie
- Pontanus, Johann Isaak (1571–1639), niederländisch-dänischer Geschichtsschreiber
- Pontare, Roger (* 1951), schwedischer Sänger
- Pontare, Vincent (* 1980), schwedischer Sänger, Produzent und Songschreiber
- Pontbriant, Raoul de (1811–1891), französisch-rumänischer Romanist, Rumänist, Übersetzer und Lexikograf
- Ponte, Ajla Del (* 1996), Schweizer Leichtathletin
- Ponte, Antonio da (1512–1597), venezianischer Baumeister
- Ponte, Antonio José (* 1964), kubanischer Schriftsteller
- Ponte, Gabry (* 1973), italienischer DJ und MusikproduzentGabry Ponte (* 1973)

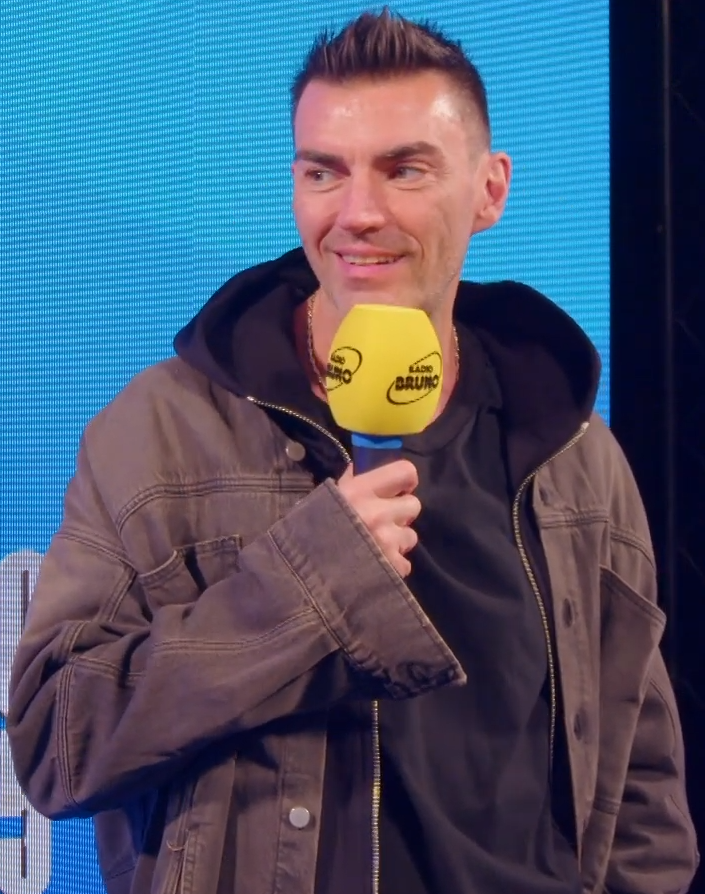
Gabry Ponte (* 1973)

- Ponte, Giovanni (1929–2003), italienischer Romanist und Italianist
- Ponte, Josef de (1922–2006), deutscher Maler, Glasmaler und Graphiker
- Ponte, Kyro (* 1972), deutsch-griechischer Schriftsteller
- Ponte, Maurice (1902–1983), französischer Physiker und Radar-Pionier in Frankreich
- Ponte, Nicolò da (1491–1585), Doge von Venedig (1578–1585)
- Ponte, Paulo Eduardo Andrade (1931–2009), brasilianischer Geistlicher, römisch-katholischer Erzbischof von São Luís do Maranhão
- Ponte, Piero de (1462–1535), Großmeister des Malteserordens
- Ponte, Raimondo (* 1955), Schweizer Fussballspieler und -trainer
- Ponte, Robson (* 1976), brasilianisch-italienischer Fußballspieler
- Ponte, Rodolfo Da (1938–2021), paraguayischer Fechter
- Ponte, Ron (* 1988), israelische Volleyballspielerin
- Pontecchi, Luigi (1876–1921), italienischer Bahnradsportler
- Pontecorvo, Bruno (1913–1993), italienisch-russischer Physiker und Hochschullehrer
- Pontecorvo, Gillo (1919–2006), italienischer Filmregisseur und DrehbuchautorGillo Pontecorvo (1919–2006)

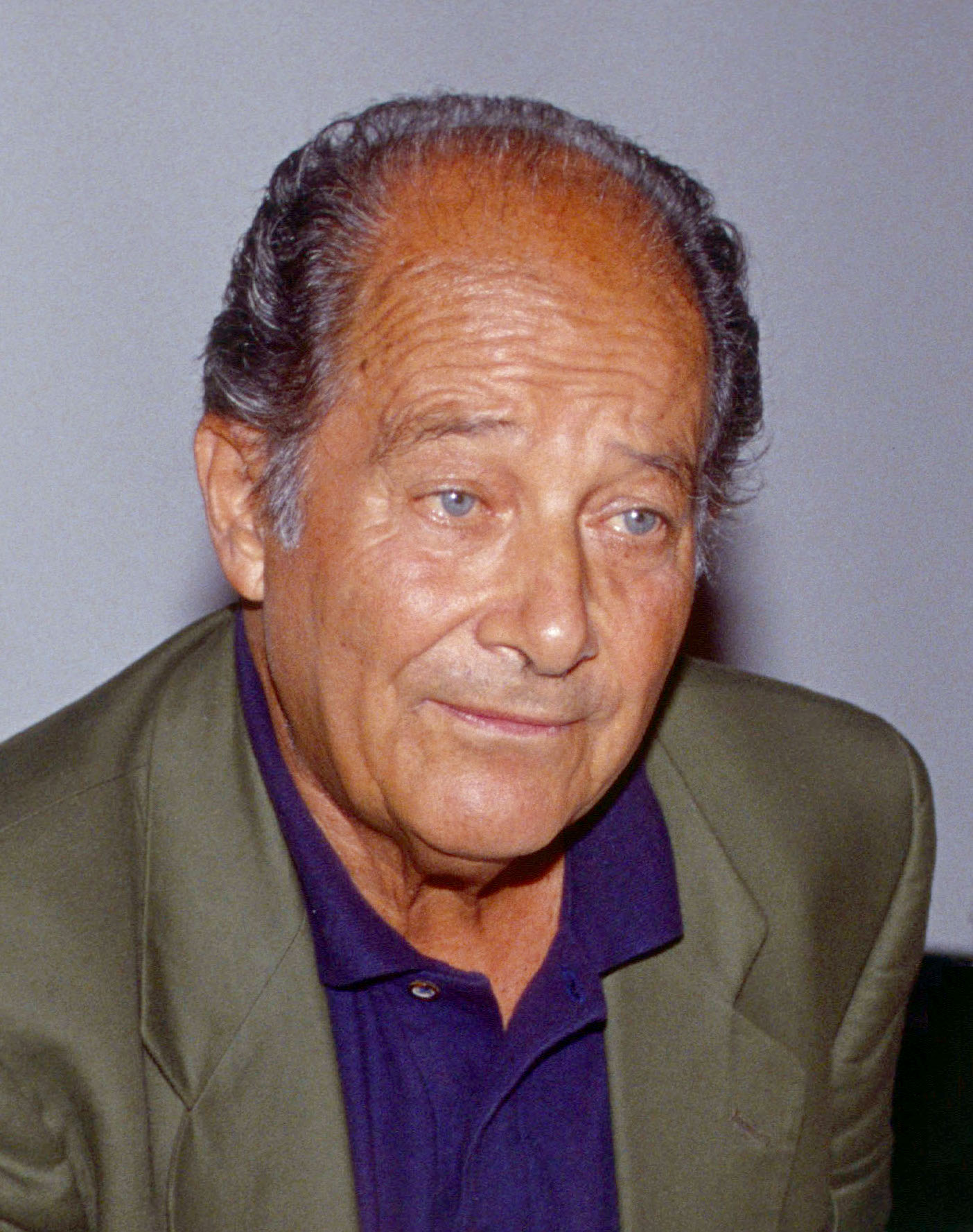
Gillo Pontecorvo (1919–2006)

- Pontecorvo, Guido (1907–1999), italienisch-britischer Genetiker
- Pontecorvo, Lello, italienischer Schauspieler und Filmregisseur
- Pontecorvo, Marco (* 1966), italienischer Kameramann und Filmregisseur
- Pontécoulant, Philippe Gustave Le Doulcet, Comte de († 1874), französischer Mathematiker und Astronom
- Pontedera, Giulio (1688–1757), italienischer Botaniker
- Ponteen, Tiandra (* 1984), Sprinterin von St. Kitts und Nevis
- Pontelli, Baccio († 1492), italienischer Architekt
- Pontello, Gabriel, französischer Filmschauspieler, Pornodarsteller, Regisseur und Filmproduzent von Pornofilmen
- Pontelo, Mosé João (* 1942), brasilianischer Geistlicher, emeritierter römisch-katholischer Bischof von Cruzeiro do Sul
- Ponten, Josef (1883–1940), deutscher Architekt, Kunsthistoriker und Schriftsteller
- Pontes Júnior, Mauro Job (* 1989), brasilianischer Fußballspieler
- Pontes, Dulce (* 1969), portugiesische Fado-Sängerin und -Komponistin
- Pontes, Edival (* 1997), brasilianischer Taekwondoin
- Pontes, Jürgen (* 1947), deutscher Fußballspieler
- Pontes, Marcos (* 1963), brasilianischer Raumfahrer
- Pontet, Alex (* 1949), französischer Radrennfahrer
- Pontet, Roger (1920–2009), französischer Radrennfahrer
- Pontevès, Gaspard de (1557–1610), französischer Adliger, Gouverneur der Provences
- Pontevès, Jean V. de (1510–1582), französischer Adliger, Großseneschall der Provence
- Ponthier, Pierre (1858–1893), belgischer Offizier und Kolonialverwalter
- Ponti, Carlo (1912–2007), italienischer FilmproduzentCarlo Ponti (1912–2007)

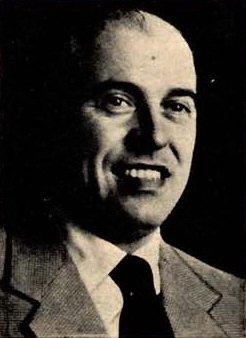
Carlo Ponti (1912–2007)

- Ponti, Carlo junior (* 1968), italienischer Dirigent des San Bernardino Symphonie Orchesters in Kalifornien
- Ponti, Claude (* 1948), französischer Kinderbuch-Illustrator und Schriftsteller
- Ponti, Edoardo (* 1973), italienischer Regisseur und Drehbuchautor
- Ponti, Franco (1921–1984), Schweizer Architekt
- Ponti, Gio (1891–1979), italienischer Architekt
- Ponti, Giovanni (1896–1961), italienischer Mathematiker, Hochschullehrer, Widerstandskämpfer, Bürgermeister von Venedig
- Ponti, Marco (* 1967), italienischer Drehbuchautor und Filmregisseur
- Ponti, Michael (1937–2022), US-amerikanischer Pianist
- Ponti, Noè (* 2001), Schweizer Schwimmer
- Ponti, Philipp De (1842–1918), Harmonika- und Harmoniumerzeuger in Ottakring
- Ponti, Sal (1935–1988), US-amerikanischer Schauspieler und Drehbuchautor
- Pontia, römische Senatorentochter
- Pontiac († 1769), Indianerhäuptling vom Stamm der OttawaPontiac († 1769)

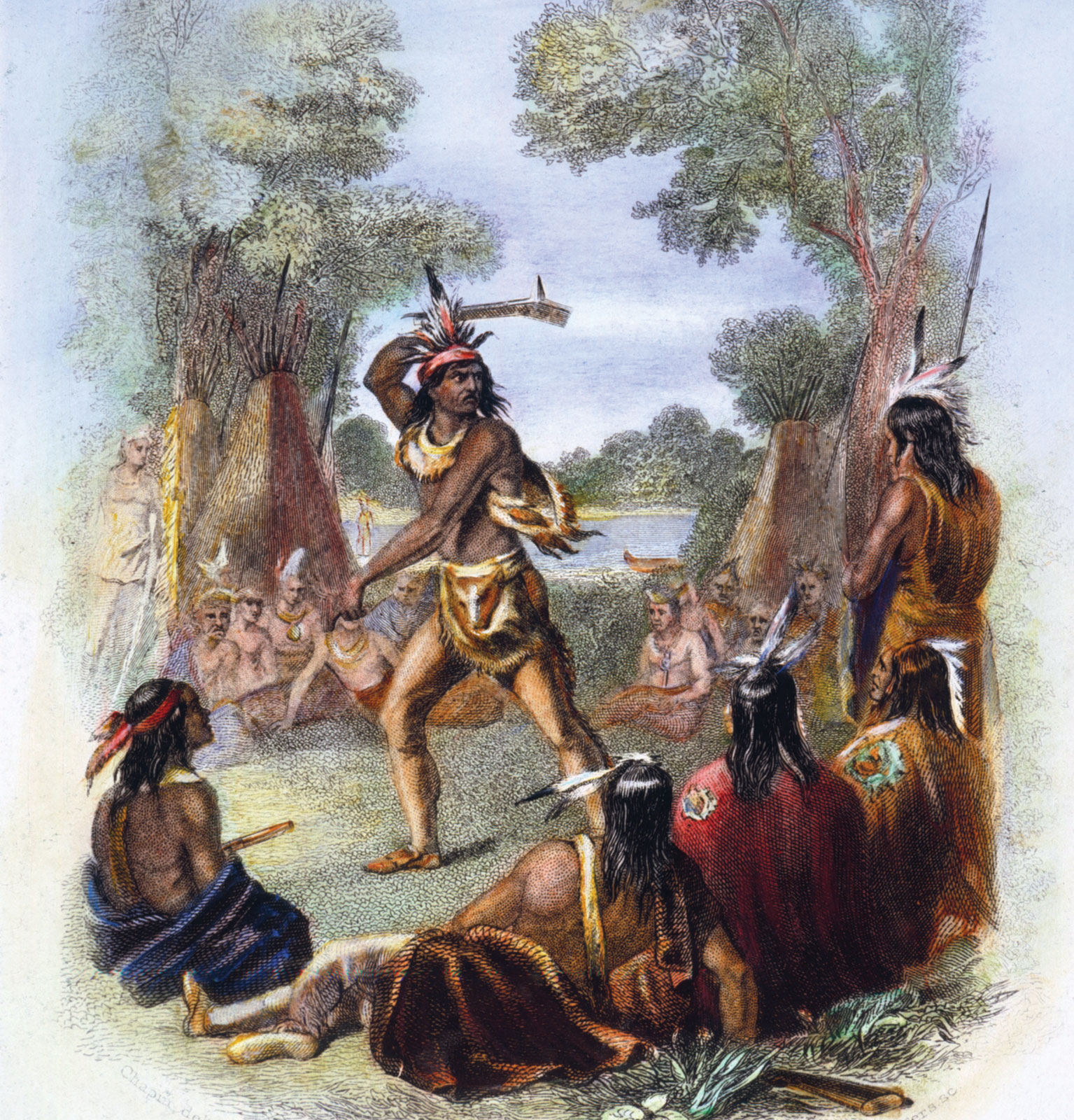
Pontiac († 1769)

- Pontianus († 235), Bischof von Rom (230–235)
- Pontianus von Spoleto († 169), Märtyrer und Heiliger
- Ponticelli, Lazare (1897–2008), französischer Veteran
- Pontich i Izern, Miquel (1632–1699), katalanischer Franziskaner und Bischof von Girona
- Pontier, Armando (1917–1985), argentinischer Tangokomponist, Bandoneonist und Bandleader
- Pontier, Georges (* 1943), französischer Geistlicher, emeritierter römisch-katholischer Erzbischof von Marseille
- Pontiggia, Claudio (* 1963), Schweizer Waldhornist
- Pontiggia, Elena (* 1955), italienische Kunsthistorikerin und Kunstkritikerin
- Pontigo, Luca (* 1994), chilenischer Fußballspieler
- Pontikos, Urszula (* 1975), polnische Filmregisseurin und Kamerafrau
- Pontiller, Hans (1887–1970), österreichischer Bildhauer
- Pontiller, Josef (1889–1945), österreichischer Benediktiner, vom NS-Regime hingerichtet
- Pontin, Constans (1819–1852), schwedischer Schriftsteller, Publizist und Jurist
- Pontin, Magnus Martin (1781–1858), schwedischer Chemiker und Arzt
- Ponting, Gary (* 1975), englischer Snookerspieler
- Ponting, Herbert (1870–1935), britischer Fotograf
- Ponting, Nick (* 1966), englischer Badmintonspieler
- Ponting, Ricky (* 1974), australischer Cricketspieler
- Ponting, Tom (* 1965), kanadischer Schwimmer
- Pontini, Fritz (1874–1912), österreichischer Radierer und Maler
- Pöntiö, Satu (* 1973), finnische Biathletin
- Pöntiö, Vesa (* 1967), finnischer Biathlet
- Pontis, Ennio (* 1951), italienischer Filmschaffender
- Pontisella, Johannes der Ältere († 1574), Schweizer reformierter Geistlicher und Pädagoge
- Pontisella, Johannes der Jüngere (1552–1622), Schweizer reformierter Geistlicher
- Pontisso, Bruno (1925–1999), italienischer Radrennfahrer
- Pontius, spätantiker christlicher römischer Autor
- Pontius Aquila, Lucius († 43 v. Chr.), römischer Politiker, einer der Verschwörer gegen Gaius Iulius Caesar
- Pontius Asclepiodotus, römischer Statthalter
- Pontius Furius Pontianus, römischer Statthalter von Niedermoesien
- Pontius Laelianus Larcius Sabinus, Marcus, römischer Statthalter
- Pontius Laelianus, Marcus, römischer Konsul
- Pontius Proculus Pontianus, Quintus, römischer Konsul 238
- Pontius Sabinus, Marcus, römischer Suffektkonsul (153)
- Pontius Sabinus, Titus, römischer Offizier (Kaiserzeit)
- Pontius Telesinus († 82 v. Chr.), Feldherr der Samniten
- Pontius Vela von Cabrera († 1202), Adliger im Königreich León
- Pontius von Cimiez († 257), Märtyrer und Heiliger der Katholischen Kirche
- Pontius von Melgueil († 1126), Abt von Cluny und Kardinal
- Pontius, Alfred (1907–1948), deutscher Widerstandskämpfer gegen den Nationalsozialismus
- Pontius, Chris (* 1974), US-amerikanischer Aktionskünstler und Schauspieler
- Pontius, Chris (* 1987), US-amerikanischer Fußballspieler
- Pontius, Gudrun (1944–1999), deutsche Malerin und Grafikerin
- Ponto, Corinna (* 1957), deutsche Opernsängerin und Autorin, Tochter von Jürgen Ponto
- Ponto, Erich (1884–1957), deutscher Schauspieler
- Ponto, Eva (1918–2025), deutsche Filmeditorin
- Ponto, Ignes (1929–2020), deutsche Stifterin, Ehefrau des Bankiers Jürgen Ponto
- Ponto, Jürgen (1923–1977), deutscher Bankmanager; Vorstandssprecher der Dresdner Bank; Mordopfer der RAFJürgen Ponto (1923–1977)

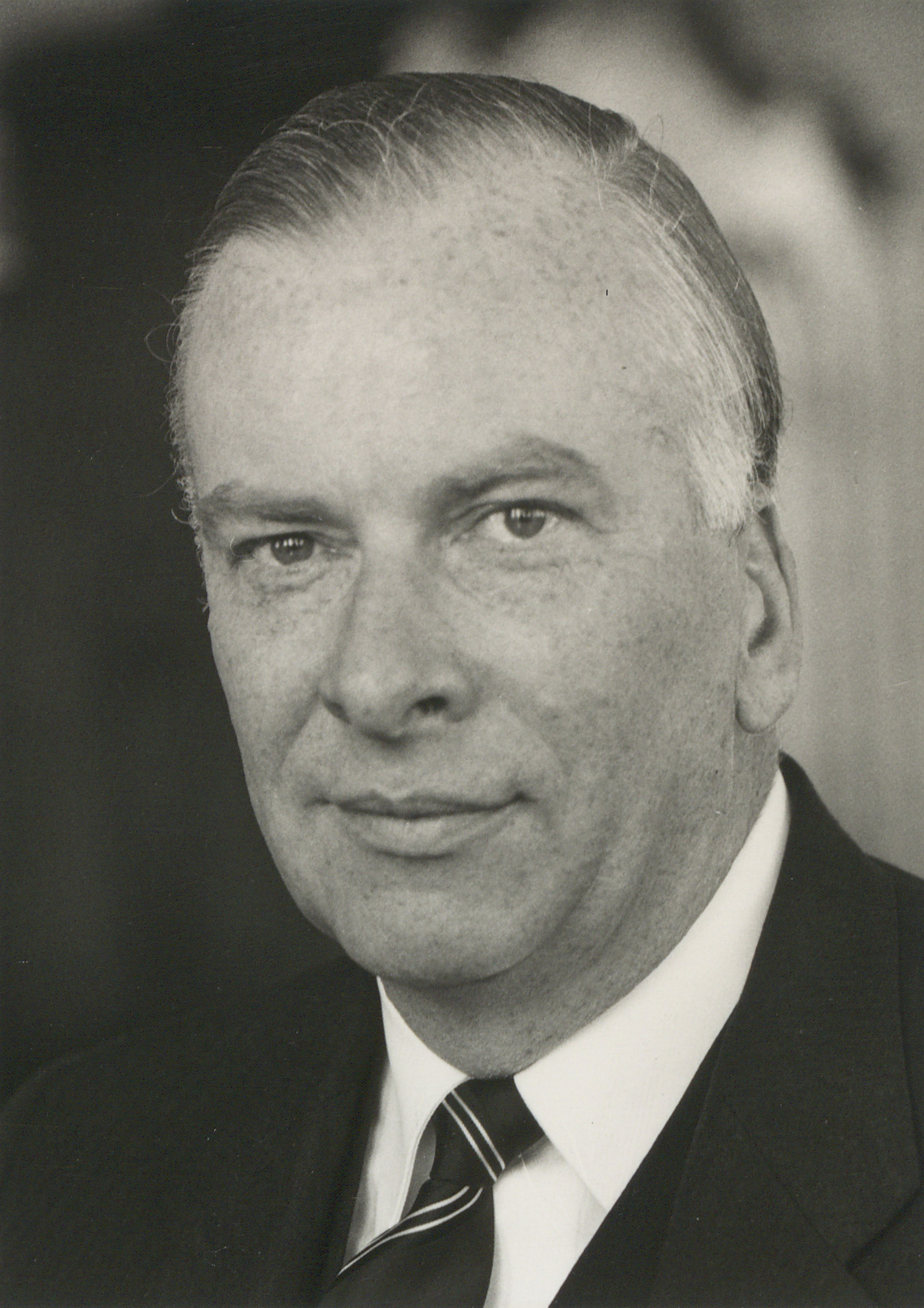
Jürgen Ponto (1923–1977)

- Ponto, Klaus (1927–1985), deutscher Schauspieler und Hörspielsprecher
- Ponto, Manoel (1949–1996), deutscher Schauspieler und Hörspielsprecher
- Ponto, Vesa (* 1971), finnischer Eishockeyspieler
- Ponton d’Amécourt, Gustave de (1825–1888), französischer Numismatiker; Pionier der Aeronautik
- Pontón, Ana (* 1977), spanische Politikerin (Galicischer Nationalistischer Block)
- Pontón, Gonzalo (* 1944), spanischer Herausgeber, Literaturkritiker, Historiker, Polyglotter, Übersetzer und Essayist
- Pontones Tovar, José (* 1903), mexikanischer Botschafter
- Pontoni, Daniele (* 1966), italienischer Radrennfahrer, Weltmeister im Radsport
- Pontoni, Mario (1905–1996), österreichischer Keramiker
- Pontoni, René (1920–1983), argentinischer Fußballspieler
- Pontoppidan, Clara (1883–1975), dänische Theater- und Filmschauspielerin
- Pontoppidan, Erik der Jüngere (1698–1764), dänischer Theologe und Autor
- Pontoppidan, Henrik (1857–1943), dänischer Schriftsteller
- Pontoppidan, Karen (* 1968), dänische Schmuckkünstlerin und Hochschullehrerin
- Pontoppidan, Randi (* 1970), dänische Jazz- und Improvisationsmusikerin (Gesang, Komposition) und Klangkünstlerin
- Pontormo, Jacopo da (1494–1557), italienischer Maler des ManierismusJacopo da Pontormo (1494–1557)

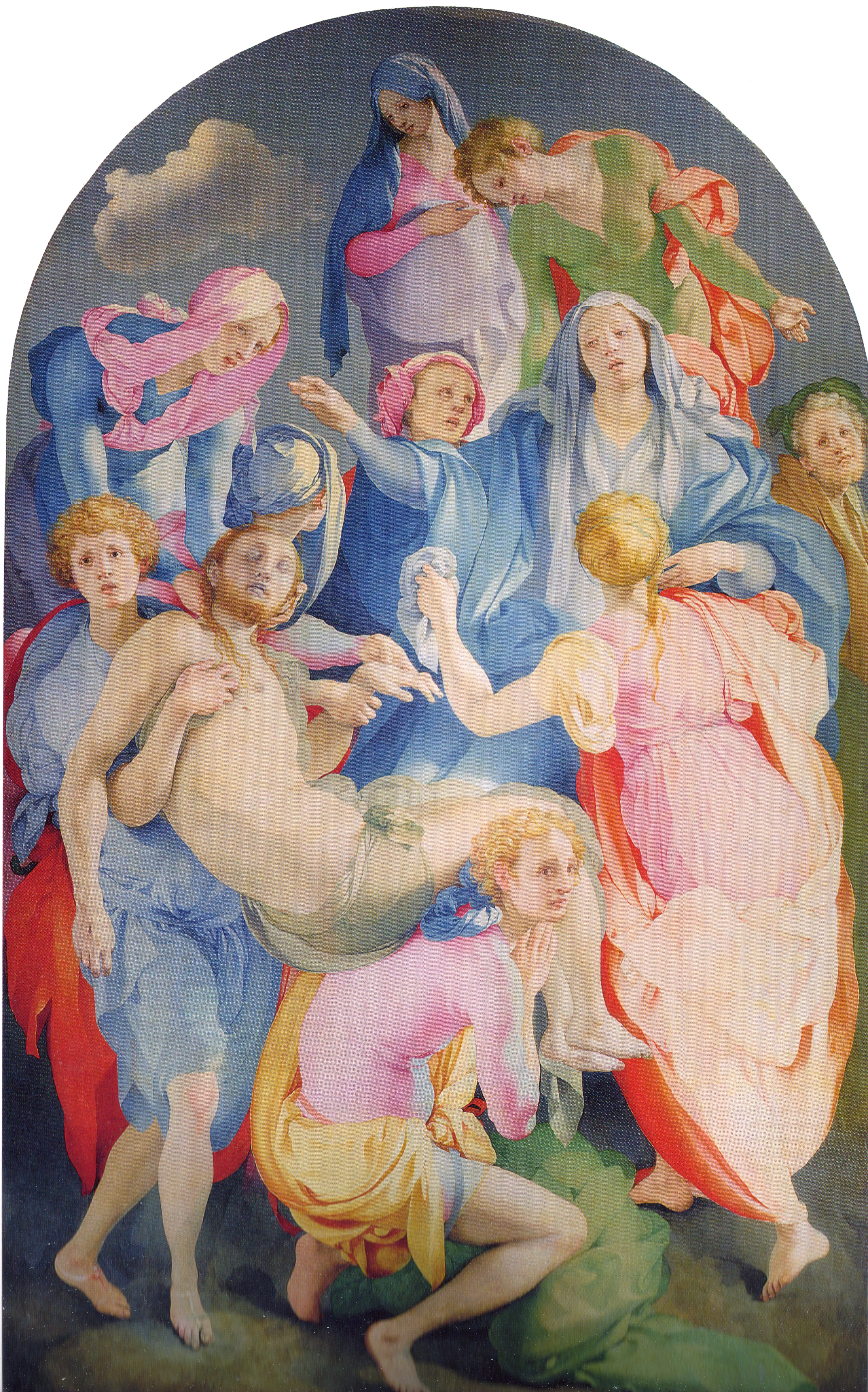
Jacopo da Pontormo (1494–1557)

- Pontoux, Claude de († 1579), französischer Lyriker und Übersetzer
- Pontow, Bruce (* 1952), US-amerikanischer Badmintonspieler
- Pontow, Käte (1924–2016), deutsche Schauspielerin und Synchronsprecherin
- Pontrjagin, Lew Semjonowitsch (1908–1988), russischer Mathematiker
- Pontschew, Laljo (1898–1974), bulgarischer Autor
- Pontus, Charles (1829–1907), königlich Belgischer Generalleutnant und Kriegsminister
- Pontvianne, Jean-Marc (* 1994), französischer Leichtathlet
- Pontvianne, Julien (* 1983), französischer Jazz- und Improvisationsmusiker
- Pontvik, Aleks (1909–1979), schwedischer Musiktherapeut
- Ponty, Clara (* 1968), französische Pianistin und Sängerin
- Ponty, Jean-Luc (* 1942), französischer Fusionjazz-Violinist und -KomponistJean-Luc Ponty (* 1942)

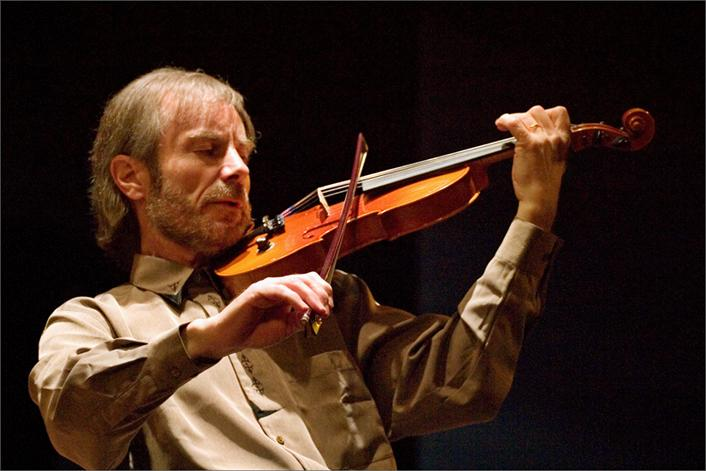
Jean-Luc Ponty (* 1942)

- Ponty, William (1866–1915), französischer Kolonialbeamter
- Pontz von Engelshofen, Kandidus (1803–1866), österreichischer Pionier der Urgeschichtsforschung
- Pontz, Franz Anton Leopold (1692–1761), kaiserlicher General, kommandierender General des Temescher Banats
- Pontzen, Daniel (* 1980), deutscher Fernsehmoderator und Journalist
- Pontzen, Thomas (* 1959), deutscher Fußballspieler

### Ponu
- Ponurski, Władysław (1891–1978), polnisch-österreichischer Sprinter

### Ponw
- Ponweiser, Franz (* 1975), österreichischer Fußballspieler und Trainer

### Pony
- Ponyo, Augustin Matata (* 1964), kongolesischer Politiker der Volkspartei für Wiederaufbau und Demokratie

### Ponz
- Ponz, Antonio (1725–1792), spanischer Maler und Autor
- Ponza di San Martino, Coriolano (1842–1926), italienischer Politiker und Generalleutnant
- Ponza, Michela (* 1979), italienische Biathletin
- Ponzi, Charles (1882–1949), italienischer KriminellerCharles Ponzi (1882–1949)

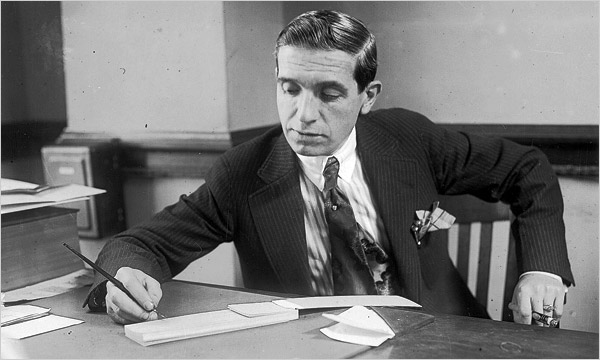
Charles Ponzi (1882–1949)

- Ponzi, Maurizio (* 1939), italienischer Filmregisseur und Drehbuchautor
- Ponzi, Simone (* 1987), italienischer Radrennfahrer
- Ponziani, Antonella (* 1964), italienische Schauspielerin und Filmregisseurin
- Ponziani, Domenico Lorenzo (1719–1796), italienischer Schachmeister und Schachtheoretiker
- Ponzio, Ernesto (1885–1934), El Pibe Ernesto
- Ponzio, Melissa (* 1972), US-amerikanische Schauspielerin
- Ponzio, Nick (* 1995), italienisch-US-amerikanischer Leichtathlet
- Ponzol, Peter (* 1938), US-amerikanischer Jazzmusiker und Instrumentenentwickler